# Linha 4 do Metropolitano de São Paulo
A Linha 4–Amarela do Metrô de São Paulo, originalmente chamada de Linha Sudeste–Sudoeste, compreende o trecho definido pelas estações Luz e Vila Sônia. É administrada pela empresa ViaQuatro, pertencente ao grupo Motiva (antiga CCR), que venceu a concessão por trinta anos. É a primeira linha de São Paulo a ser operada pela iniciativa privada.
O primeiro trecho (entre as estações Faria Lima e Paulista), foi inaugurado em 25 de maio de 2010 Hoje a linha é operada de segunda a domingo, incluindo feriados, das 4h40 à meia-noite, no trecho entre as estações Luz e Vila Sônia, parando também nas estações República, Higienópolis–Mackenzie, Paulista, Oscar Freire, Fradique Coutinho, Faria Lima, Pinheiros, Butantã e São Paulo-Morumbi. Em 2010, a previsão era que a linha estivesse totalmente concluída até o fim de 2014, porém o prazo foi mudado inúmeras vezes, a inauguração da estação Vila Sônia foi feita em 17 de dezembro de 2021, completando a linha dezessete anos após o início de sua construção. Em abril de 2025, foram iniciadas as obras referentes a duas novas estações: Chácara do Jockey e Taboão da Serra, com previsão de inauguração para 2028.

## História

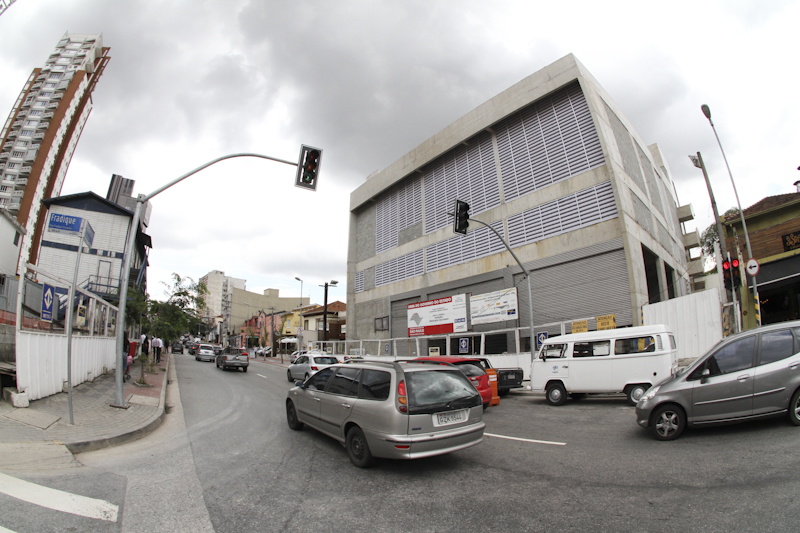
Obras na Estação Fradique Coutinho

### Projeto e construção

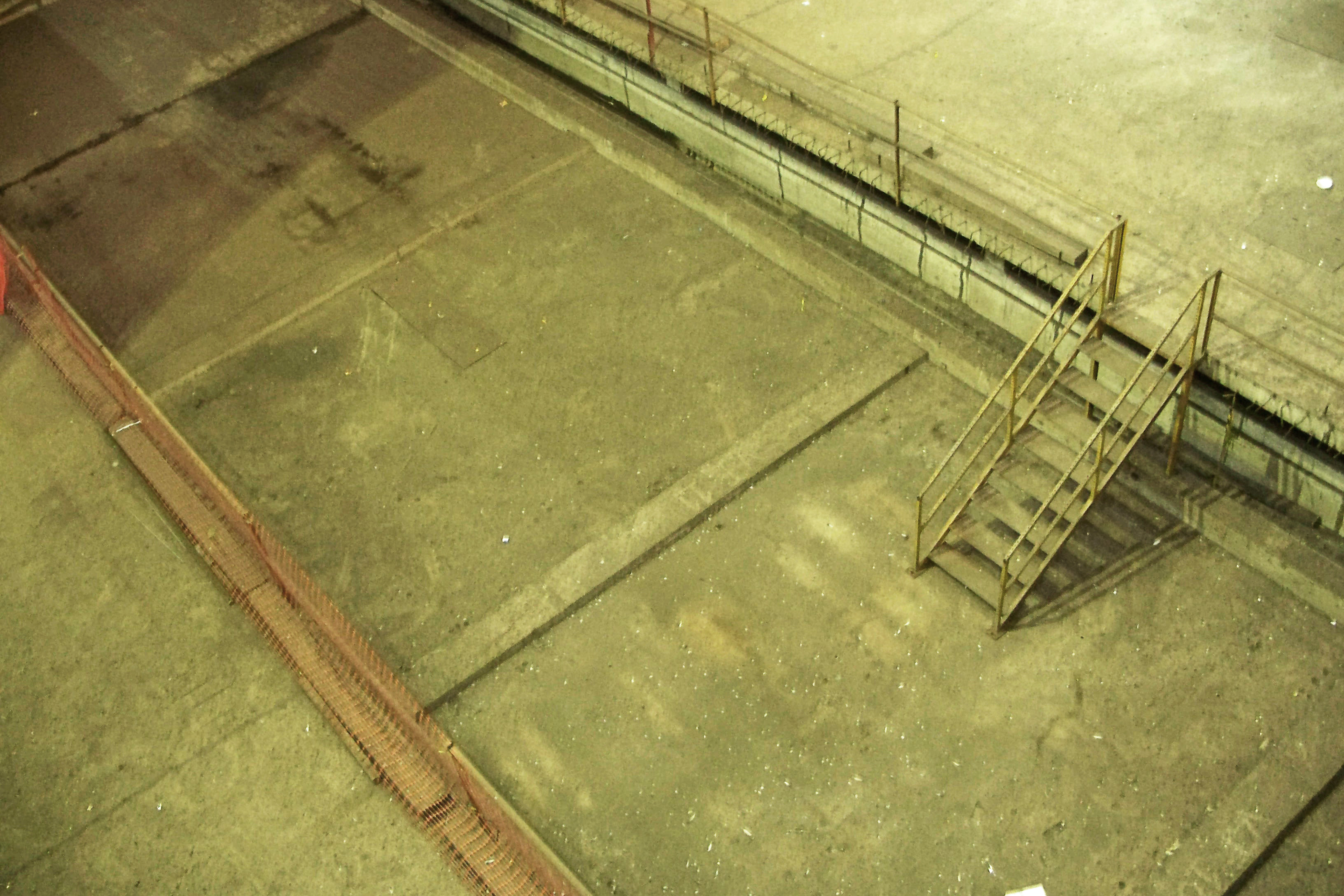
Leito de plataforma abandonado na Estação Pedro II, que serviria para a Linha Sudeste–Sudoeste, mas não chegou a sair do papel

Idealizada desde os anos 1940, o traçado da Linha 4–Amarela esteve presente em todos os estudos para implantação do Metrô em São Paulo desde então. Seu traçado se consolidou em 1968, quando dos estudos iniciais para implantação da atual rede de metrô, recebendo, naquela ocasião, o nome de "Linha Sudeste-Sudoeste". Em forma de parábola, conectaria os bairros de Pinheiros e Sacomã, passando pelo Centro, cortando a Linha Leste–Oeste do Metrô nas estações República e Pedro II. Plataformas de integração chegaram a ser construídas nessas duas estações, mas não foram utilizadas. As plataformas da estação República, construídas na década de 1980, prevendo-se outra configuração da Linha 4, seriam demolidas para a passagem da tuneladora, equipamento que construiu o túnel da Linha 4 entre as estações Faria Lima e Luz; a da estação Pedro II transformou-se em um depósito. A consolidação do projeto ocorreu apenas em 1993, quando o primeiro projeto básico foi elaborado, já não constando mais o trecho Sudeste, incorporado a outras diretrizes de expansão do Metrô e melhorias dos trens metropolitanos.
Ainda na década de 1990, o Metrô cogitou levar a Linha 4 até a Estação Tatuapé, com a intenção de desafogar a Linha 3–Vermelha. Esta ideia foi descartada, tendo sido substituída por uma possível expansão da Linha 2–Verde até a referida estação. A construção do Expresso Tiradentes (antigo Fura-Fila), projetado na gestão do prefeito Celso Pitta e com o primeiro trecho entregue em 2007, reforçou ainda mais a intenção de se construir a Linha 4 somente no vetor sudoeste da cidade, a partir da Estação Luz.
Apesar de a construção da configuração atual ser divulgada desde 1995, ainda na gestão Mário Covas, em 2001 a linha ainda estava em sua primeira licitação, com estimativa de entrega da primeira fase para 2006 e da segunda para 2009. No ano seguinte foi contratado um empréstimo junto ao Banco Mundial, no valor de 209 milhões de dólares, a primeira injeção de recursos na nova linha, que ainda tinha previsão de entrega parcial em 2006. Por exigência do Banco Mundial, o modelo do empreendimento foi de pacote fechado, em que o consórcio vencedor deve concluir os trabalhos dentro da mesma planilha de custos definida quando da licitação. Com a suspensão da licitação em abril de 2003, solicitada pelo Tribunal de Contas do Estado, pela primeira vez o prazo de entrega parcial foi adiado, para meados de 2007. A licitação foi retomada sete meses depois, com a abertura do processo para contratação do consórcio que tocaria as obras e o anúncio de que o prazo de entrega parcial tinha sido mudado para o final de 2007.
A linha esteve em construção desde 2 de setembro de 2004 e integra as linhas 1–Azul, 2–Verde e 3–Vermelha do Metrô nas estações Luz, Paulista e República, respectivamente, servindo as regiões de Vila Sônia, Butantã, Jardim Paulista, Avenida Rebouças, Luz, Pinheiros, Jardins, Avenida Paulista, Higienópolis, Consolação, República e Bom Retiro. Entre as estações Butantã e São Paulo–Morumbi, estava prevista a construção da Estação Três Poderes junto a um terminal de ônibus. Os moradores dessa região, temendo um considerável aumento no movimento de pessoas nas cercanias e a perda da tranquilidade do bairro, protestaram contra o terminal de ônibus. Não havendo demanda suficiente para a estação sem o terminal, a mesma foi retirada do projeto.

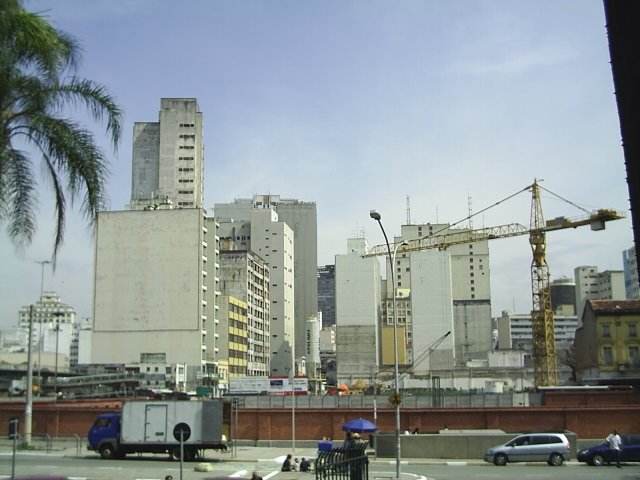
Obras na Estação Luz

A primeira das três fases do projeto previa a construção dos túneis e vias entre Luz e Vila Sônia, e das Estações Butantã e Faria Lima, mais as de integração (Luz, República, Paulista e Pinheiros), e a operação da linha com catorze trens. Na segunda fase, seria concluída a construção das estações Higienópolis–Mackenzie, Oscar Freire, Fradique Coutinho, São Paulo-Morumbi e Vila Sônia, com a incorporação de mais quinze trens, totalizando 29. Não havia previsão oficial em julho de 2010, mas o Jornal da Tarde acreditava que essa fase ficaria para 2014. Na terceira fase, seria adicionada uma extensão entre Vila Sônia e o município de Taboão da Serra. A construção aproveitou-se do método construtivo, e foram utilizados os túneis de escavação criados para a construção de cada estação, que depois se tornariam os acessos às mesmas e/ou saídas de ventilação.

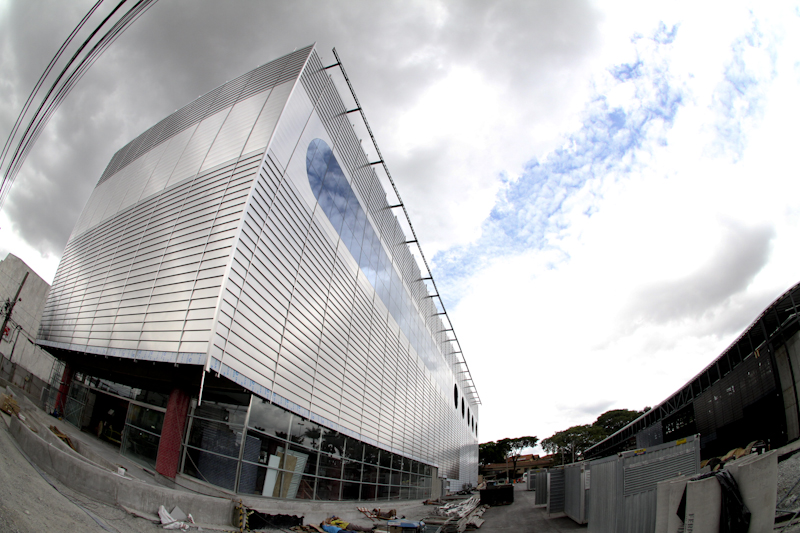
Obras na Estação Butantã

O prazo de final de 2007 para entrega parcial foi mantido até o acidente ocorrido na construção da Estação Pinheiros, em janeiro daquele ano. Inicialmente o governo do estado manteve o prazo, mas já naquele ano passou-se a falar em fins de 2008, fins de 2009 e início de 2010. Um ano após o acidente a área jurídica do Metrô falou em entrega em novembro de 2009 de três estações: Butantã, Faria Lima e Paulista. Nenhum dos prazos foi cumprido. A reconstrução do trecho destruído no acidente custou 23 milhões de reais, sendo que a reserva do seguro da obra para indenizações era de apenas vinte milhões de reais. Pouco mais de um mês após o acidente o Metrô arrancou de suas estações quase todos os mapas que incluíam a Linha 4 (apresentada em linha tracejada, por estar em construção). A explicação oficial era que o mapa confundia os usuários, que pensavam que a linha já estava em operação.
A escavação da linha com a tuneladora encerrou-se em 14 de agosto de 2009, com a chegada à Estação Luz, faltando apenas a escavação de mais 470 metros de túneis até o poço João Teodoro, para manobras e estacionamento de composições no futuro. Os trabalhos da máquina foram encerrados em 13 de outubro, quando ela chegou ao poço, sendo seu longo processo de desmontagem iniciado em seguida. Cinco trens coreanos começaram a ser testados na linha após o fim das obras civis das estações Paulista, Faria Lima e Butantã, concluídas em fevereiro de 2010.
Em dezembro de 2009 o Ministério Público Federal de São Paulo abriu uma investigação envolvendo as obras da construtora Camargo Corrêa, que também incluía a Linha Amarela.

### Acidentes

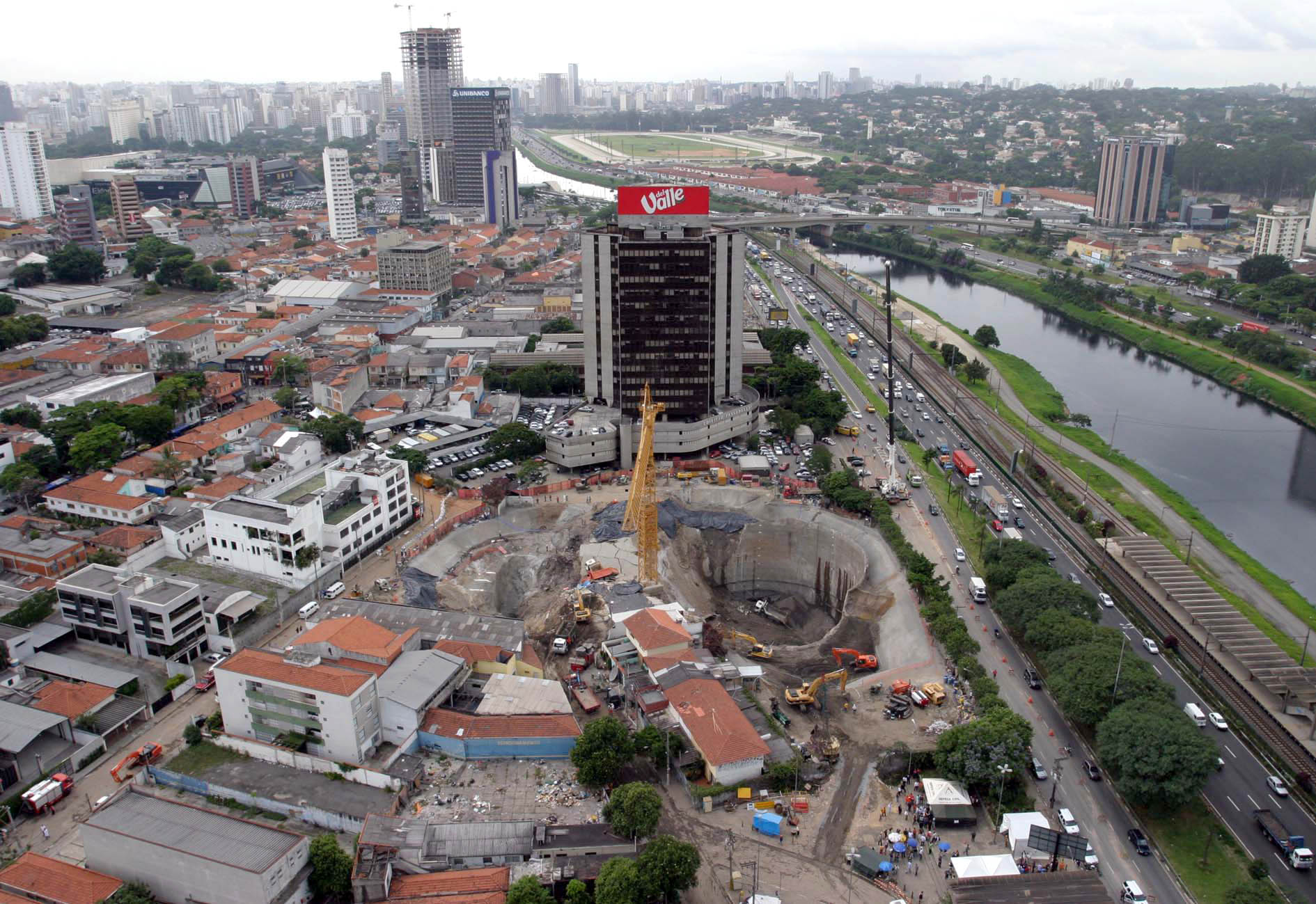
Vista do canteiro da Estação Pinheiros, dias após o desmoronamento que matou sete pessoas

Nos primeiros anos de trabalho foram contabilizados dez acidentes ao longo das obras da linha, sendo que pelo menos três, segundo a revista CartaCapital, foram causados por erros de engenharia. Casas foram interditadas em 2005 e 2006, nas áreas das estações Pinheiros, Faria Lima e Oscar Freire, e um funcionário morto soterrado em junho de 2006. A primeira morte registrada na construção foi em 3 de outubro de 2006, quando um operário foi soterrado nas escavações da Estação Oscar Freire.
Durante a construção da Estação Pinheiros da expansão da linha 4, em 12 de janeiro de 2007, o buraco de acesso às obras, que tinha cerca de quarenta metros de diâmetro, quase dobrou de tamanho em pouco menos de dois minutos, engolindo várias casas condenadas, três carros, três caminhões e um micro-ônibus que passava na região no exato instante do acidente. Grande parte do túnel de acesso da construção da estação desmoronou, abrindo uma cratera de mais de oitenta metros de diâmetro. Após uma varredura que não tinha detectado corpos, inicialmente o Consórcio Via Amarela garantia que não havia mortos e propunha que a cratera fosse aterrada, o que foi cancelado após as equipes de resgate serem avisadas por familiares das vítimas de que havia pessoas que só poderiam estar ali. Mais tarde, as buscas só não foram encerradas porque alguns bombeiros disseram ter ouvido sons de buzina. O GPS do micro-ônibus esclareceu as dúvidas, ao apontar que o veículo estava 28 metros abaixo do entulho. O corpo da primeira vítima só seria resgatado no quarto dia de buscas; o último, no 13.º.
Sete pessoas morreram no acidente, o maior da história do metrô paulista. Foram interditados 94 imóveis, dos quais sete foram demolidos e catorze condenados pela Defesa Civil. Cerca de 230 moradores ficaram desabrigados e foram transferidos para hotéis. As pistas local e expressa do sentido Castelo Branco da Marginal Pinheiros foram interditadas por três dias.
Na véspera do acidente operários da escavação tinham constatado um pequeno afundamento na laje superior da estrutura, que poderia indicar um problema maior, mas os engenheiros do consórcio optaram por consertar o defeito antes que ele aumentasse. Um engenheiro ouvido pela CartaCapital disse que houve "inúmeros" outros sinais de falhas na construção. Uma nota oficial do Consórcio Via Amarela, divulgada no dia seguinte ao acidente, culpou "as fortes chuvas" das semanas anteriores, que "teriam causado uma reação anômala e inesperada no maciço de terra em que se [encontrava] a obra, provocando seu repentino colapso e consequente desmoronamento".
Logo na sequência do acidente de Pinheiros, a revista Época, junto à TV Globo, fez uma série de denúncias acerca da segurança das demais estações ainda em construção da linha, com destaque especial para a estação Paulista, no bairro da Consolação, uma região muito mais densa, onde uma cratera como a de Pinheiros teria feito muito mais vítimas. Por causa dessas denúncias, o cronograma geral da linha atrasou-se em cerca de quatro meses, e as obras da estação Pinheiros só puderam ser reiniciadas após o fim das análises para descobrir a causa do acidente. As obras da linha ficaram paradas por cerca de dois meses. A entrega do laudo estava prevista para agosto de 2008, dezenove meses após o acidente, o que representou quase dois anos de atraso nas obras da estação. Em março de 2010 o Ministério Público entrou com uma ação civil apontando a omissão do Metrô de São Paulo como principal motivo para o acidente e solicitando de seis funcionários da companhia uma indenização de 240 milhões de reais em danos materiais e morais. O consórcio ViaAmarela também foi apontado na ação como responsável pelo acidente. Para o MP, o Metrô teria permitido que o consórcio fizesse economias irregulares na obra, ignorando a segurança: "Essas empresas, objetivando aumentar os lucros, reduziram os custos, já que era um contrato fechado, que previa um determinado valor. Para isso, as empresas não se constrangeram em adotar esse tipo de procedimento, economizando em material, em pessoas, em profissionais e até em tecnologia." A ViaAmarela e o Metrô negavam essas acusações. Em dezembro daquele ano, quase quatro anos depois da tragédia, a estação ainda não tinha sido inaugurada e nenhum dos catorze indiciados tinha sido julgado — a estação só seria inaugurada em maio de 2011.
Um mês depois do acidente foi divulgado um laudo apontando "falhas nas soldas da estrutura metálica que sustenta as paredes do túnel na altura da futura Estação Fradique Coutinho", mas ele foi contestado pela ViaQuatro. Alguns meses após o reinício das obras, houve um vazamento de túneis (quando duas frentes de trabalho, cada uma cavando um trecho do túnel, se encontram), quando foi constatado um erro de oitenta centímetros entre os túneis, entre os VSE Caxingui e Três Poderes. Isso representa um erro de engenharia, uma vez que a tolerância para túneis cavados em NATM (método utilizado nesse trecho) é de dez centímetros. Em outubro de 2008 um levantamento foi feito para detectar avarias em imóveis ao longo do trecho entre República e Vila Sônia e constatou-as em 781 imóveis.
Dois guindastes caíram durante as obras da linha: em fevereiro de 2009, no canteiro da Estação Pinheiros, e em abril de 2010, no da Estação São Paulo-Morumbi, quando um guindaste de cerca de trinta metros de altura tombou ao içar materiais do fundo de um dos poços, caindo sobre a calçada da Avenida Professor Francisco Morato, sem, no entanto, causar feridos ou interromper os trabalhos.
A última das nove mortes registradas na construção da linha ocorreu em fevereiro de 2011, quando um engenheiro morreu eletrocutado no canteiro da Estação Fradique Coutinho.

### Primeira fase

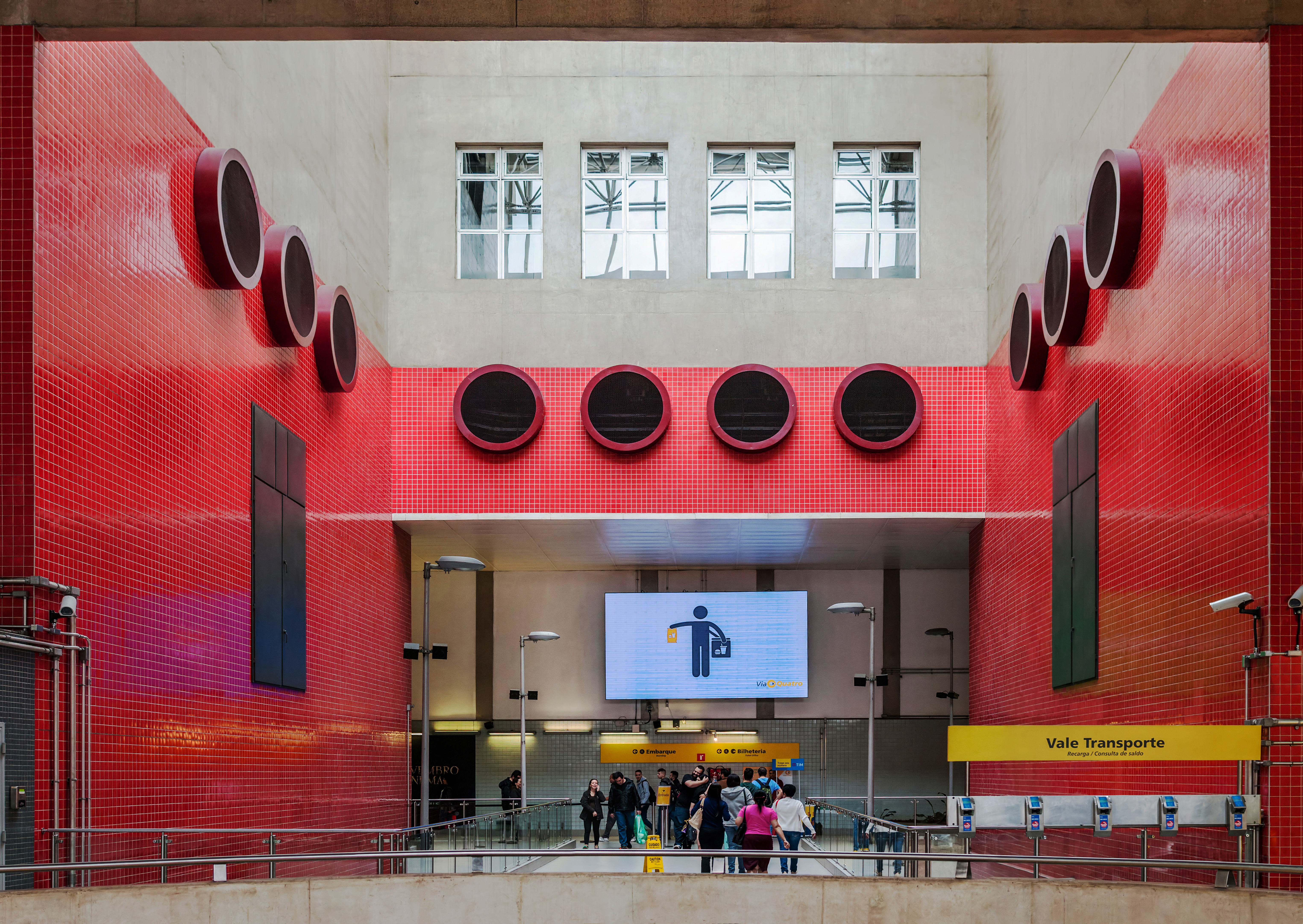
Interior da Estação Paulista

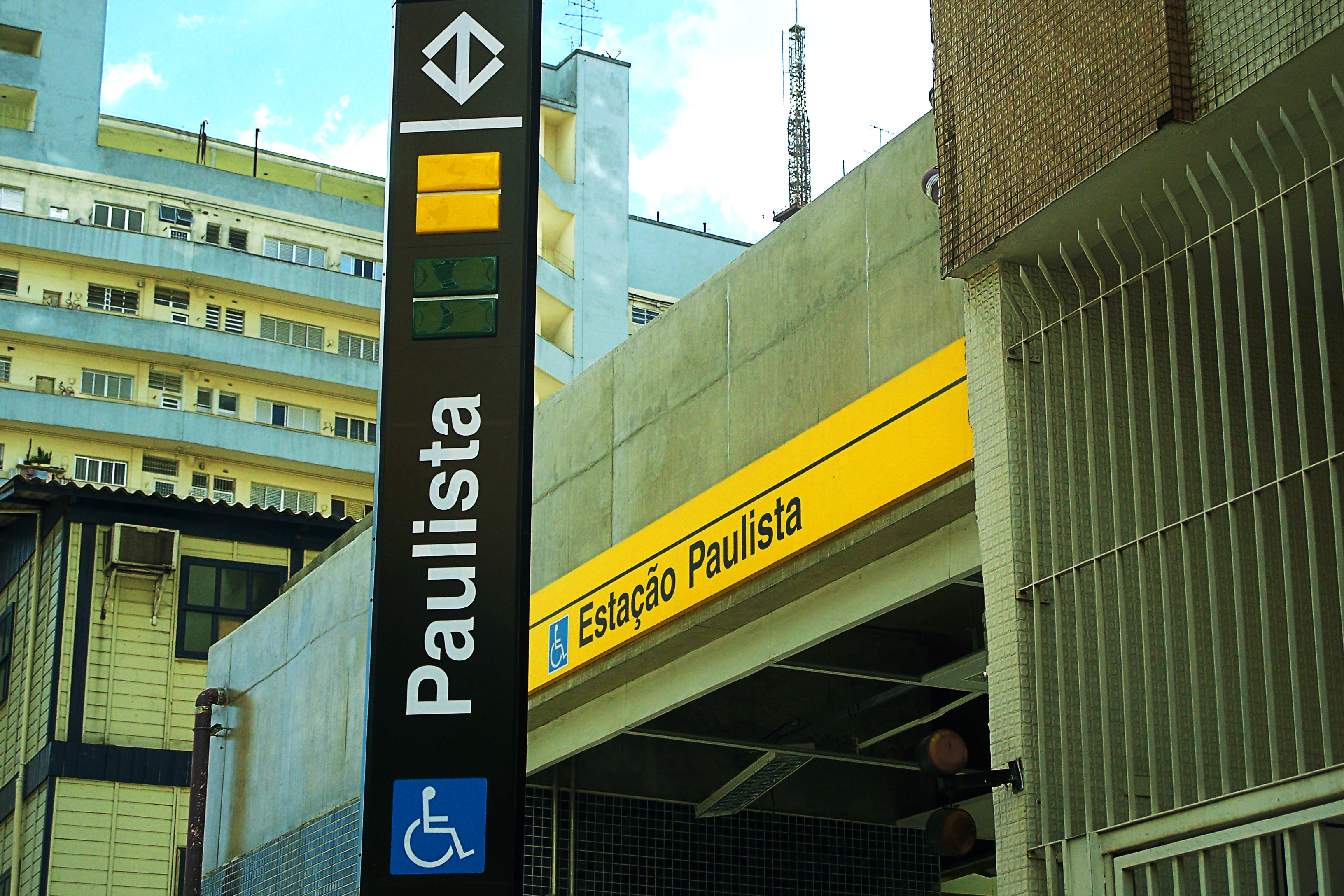
Uma das entradas da Estação Paulista

O início das operações entre as estações Paulista e Faria Lima tinha previsão de início para abril de 2010, mas ainda não tinha ocorrido em meados do mês seguinte. Cogitava-se que o atraso poderia estar ligado ao repasse 20% menor de investimentos por parte do governo de São Paulo em 2009. A inauguração foi finalmente marcada para 25 de maio, com apenas três dias de antecedência, e o atraso foi creditado aos testes dos trens, por causa de "pequenas falhas de sincronização entre as portas das composições e as portas das plataformas", segundo divulgado. "De mil paradas, 998 têm que estar perfeitas", disse José Luiz Portella, secretário estadual de Transportes Metropolitanos, ao portal do jornal O Estado de S. Paulo. "Se fossem 997, não liberaríamos a abertura." O sucessor de Portella, Jurandir Fernandes, admitiria um ano e meio depois que os fornecedores dos trens e das portas das plataformas não eram os mesmos — os primeiros foram contratados pelo consórcio; os outros, pelo governo do estado —, e as tecnologias não eram compatíveis, o que gerou atrasos.
Desta vez a inauguração ocorreu na data marcada, embora as entradas só tenham sido liberadas ao público com uma hora e meia de atraso, ao som da bateria da escola de samba Tom Maior, que exaltava o evento com os versos "Lá vem ela, é a nossa Linha Amarela". Durante essa primeira fase de operação os trens não faziam paradas nas duas estações do meio do percurso, que permaneciam com suas luzes apagadas, impedindo a visualização a partir dos trens de passagem. No início, mesmo a operação entre essas duas estações foi feita apenas em dias úteis e fora do horário de pico, das 9 às 15 horas, para que ajustes fossem feitos, com previsão inicial de padronização do horário com as outras linhas em até seis meses, prazo que também não foi cumprido, sem a divulgação de nova previsão. Por 27 dias após o início da operação assistida, as viagens na linha foram gratuitas, com a ligação entre as estações Paulista e Consolação permanecendo fechada. Nos dois primeiros dias da operação assistida um grande número de passageiros teve a intenção de usar a ligação, que conta com esteiras rolantes (uma novidade no metrô de São Paulo), mas, como a Linha 4 ainda não tinha cobrança de tarifa, a passagem só era possível no sentido oposto. Em 18 de junho a ViaQuatro anunciou que a cobrança de tarifas, as mesmas cobradas nas outras estações do sistema, começaria no dia 21. Durante o período de gratuidade a média de passageiros por dia foi de cerca de doze mil, seis vezes mais do que a previsão inicial, sendo que no segundo dia foram dezenove mil passageiros.
Após a inauguração do primeiro trecho foi divulgado que as cinco estações da última etapa (Fradique Coutinho, Oscar Freire, Higienópolis, São Paulo-Morumbi e Vila Sônia) não tinham mais prazo de entrega estipulado, pois as obras civis e o acabamento não faziam parte do contrato de construção da linha. Embora o governador Alberto Goldman tenha dado entrevista ao jornal O Estado de S. Paulo em novembro garantindo que seu compromisso era entregar as estações Butantã e Pinheiros "até o fim do ano", no início de 2011 nenhuma outra estação além das duas primeiras tinha sido entregue, e Jurandir Fernandes, secretário dos Transportes Metropolitanos da gestão estadual que assumiu em janeiro de 2011, estabeleceu novo prazo, agora a metade do ano, para as estações Pinheiros e Butantã. Apesar de o balanço do fim da gestão Goldman ter classificado ambas as estações como "prontas", apenas aguardando testes, o novo governo divulgou que ainda faltavam acabamentos e, no caso da Pinheiros, a integração com a CPTM. Por esse novo cronograma, Luz e República seriam entregues até o final de 2011, enquanto as estações intermediárias Fradique Coutinho, Oscar Freire e Higienópolis-Mackenzie ficariam previstas para 2012.
A licença ambiental para operar as estações Butantã e Pinheiros foi obtida junto à Cetesb em fevereiro. Com isso, segundo reportagem da Folha de S.Paulo, o Metrô passaria a ter uma meta "extraoficial" de abrir a primeira estação em março e a segunda até abril, com previsão para funcionamento durante os horários de pico até junho. Em meados de março a previsão de inauguração da Estação Butantã passou a ser o dia 28 do mesmo mês, prazo que foi cumprido. Previa-se que, assim que a estação entrasse em operação, a autoridade municipal colocasse em operação duas linhas de ônibus ligando a estação à Universidade de São Paulo e à Estação da Luz. Essa segunda linha seria desativada quando a Estação Luz fosse inaugurada. A previsão de entrega da Estação Pinheiros foi marcada, em abril, para 16 de maio e acabou cumprida. A entrega, entretanto, foi marcada por protestos de familiares das vítimas do acidente nas obras da estação, em janeiro de 2007. A ligação com a estação homônima da CPTM não ficou pronta a tempo, e passageiros que quisessem fazer a baldeação tinham de sair da estação de metrô, dar uma volta de um quarteirão e pagar nova passagem. A integração deveria ter sido aberta em 2 de junho, mas uma greve de funcionários da CPTM naquele dia adiou em 24 horas a inauguração da passarela, que tem 56,56 metros de comprimento, 8,9 metros de largura e 6,65 metros de altura. A ligação foi aberta ainda incompleta, sem, por exemplo, escadas rolantes no lado da CPTM. A previsão era de que, quando a integração com a CPTM ficasse pronta em Pinheiros, o volume de usuários da Linha 4 triplicasse, passando para cerca de 240 mil passageiros diários.
Durante a cerimônia de inauguração da Estação Pinheiros, o governo do estado anunciou que anteciparia a entrega das estações Luz e República, que em janeiro tinha sido prevista para o fim do ano, mas agora tinha como data o mês de outubro. No mês seguinte, o Jornal da Tarde divulgou que, apesar dessa previsão, o governo estava tentando antecipar a entrega das duas estações para setembro. Com essas novas estações de integração, o número de passageiros transportados diariamente pela linha deveria subir para entre 700 mil e 750 mil. "Hoje quem quer chegar à Paulista só tem uma opção: embarcar na Estação Paraíso", explicou Sérgio Avelleda, presidente do Metrô. "Com a Linha 4, vai-se distribuir esse fluxo." O sindicato dos metroviários, entretanto, questionava essa distribuição, estimando uma "demanda violenta" na Linha 5, que, após a integração na Estação Pinheiros estar disponível, teria um acesso mais fácil ao restante do sistema. A integração em Pinheiros de fato aumentou a utilização da Linha 5, que em 7 de junho bateu seu recorde histórico de passageiros transportados, com 222 mil. O movimento na Estação Consolação, da Linha 2, também sofreu aumento devido às novas estações e ao gradativo aumento do horário de funcionamento da Linha 4: o número de passageiros circulando diariamente por ali subiu de uma média de 84 mil em maio para um pico de 142 mil em 9 de agosto, o maior crescimento registrado pelo Metrô naquele ano. Jurandir Fernandes, secretário estadual dos transportes metropolitanos, acreditava que após a inauguração das estações República e Luz a Estação Consolação deveria ser desafogada. A lotação nas esteiras rolantes ligando as estações Consolação e Paulista também foi alvo de reclamações de passageiros ouvidos pelo Jornal da Tarde em agosto de 2011.
Pouco após a inauguração da parada de Pinheiros, foi anunciada, em 10 de junho, a ampliação do horário de funcionamento da linha para o mesmo do restante do sistema e programada para o dia 29 daquele mês, mas ele foi ampliado apenas até as 21 horas a partir daquele dia. O motivo para não estender desde então o horário da linha até a meia-noite foi colocada em horas de testes operacionais que ainda se faziam necessárias, mas que isso permitiria a antecipação da inauguração das estações República e Luz, agora prevista para a segunda quinzena de setembro. De acordo com o governo, a partir de então seria possível o funcionamento da linha em horário integral. Esse prazo foi reduzido ainda mais no final de agosto, quando o governo estadual marcou para o dia 15 de setembro a inauguração das duas paradas. No início de setembro foi divulgado que o horário de funcionamento da Linha 4 seria ampliado a partir do dia 12 do mesmo mês, com a linha funcionando em horário integral (das 4h40 à meia-noite), e agora também aos sábados, até a uma hora da manhã, com os domingos ainda reservados para os inacabados testes e sem previsão de quando eles se encerrariam.
O governo previa que quando Luz e República estivessem funcionando em horário normal isso deveria fazer cair em 20% o movimento nas estações Paraíso e Sé, além de fazer o movimento na Linha 4 aumentar gradativamente. "A sobrecarga no Metrô de hoje origina-se na falta de outras linhas", explicou um professor de Engenharia ouvido pelo JT. "A abertura de novos trechos, como a Linha Amarela, vai reduzindo a concentração de pessoas nos ramais já existentes, principalmente onde há baldeação, pois as pessoas encontram outros caminhos para seus trajetos." Em 6 de setembro a CPTM bateu seu recorde de passageiros transportados em um único dia, com 2 509 522, menos de um mês após o Metrô bater seu recorde diário. O número é explicado, entre outros motivos, pela integração com a Linha 4–Amarela em Pinheiros, e havia a previsão de que a abertura da integração com a CPTM na Estação da Luz fizesse a demanda subir ainda mais.

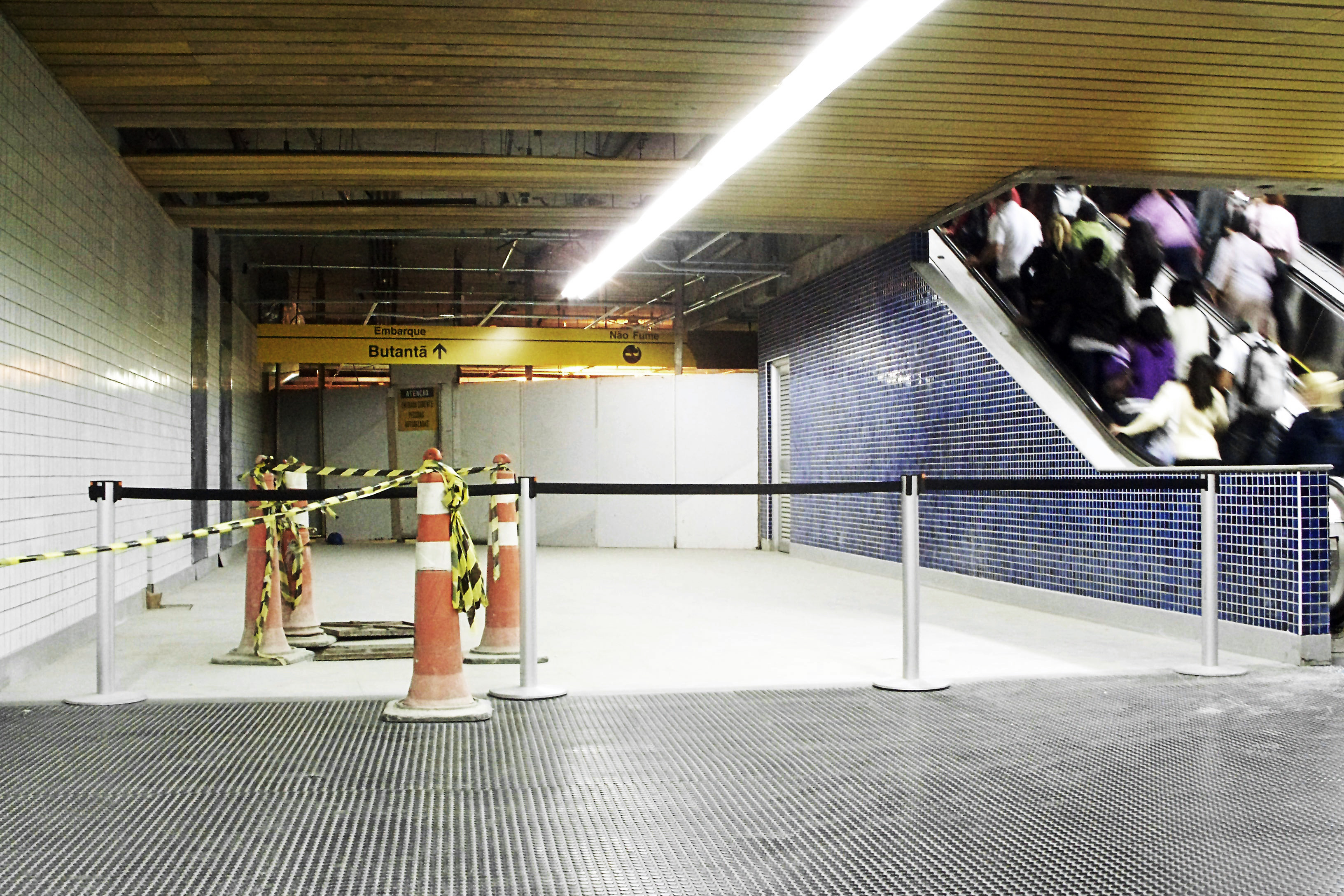
Obras na plataforma da Linha 4 na Estação República

As novas estações Luz e República foram inauguradas na última data divulgada, 15 de setembro, e passaram a operar das 10 às 15 horas. A expectativa era de que o horário das duas estações fosse ampliado gradualmente, passando a ser integral em "semanas". "Eventualmente, podemos abrir de vez se verificarmos logo que a distribuição dos passageiros está dentro daquilo que planejamos", explicou o presidente da ViaQuatro. De fato, oito dias depois ele foi ampliado em duas horas, para das 9 às 16 horas, e já na noite do dia seguinte o governador Geraldo Alckmin anunciou em seu Twitter que a partir do dia 26 as duas estações funcionariam no mesmo horário do restante da linha. Jurandir Fernandes, entretanto, tinha avisado que a eventual antecipação da operação de Luz e República em horário integral seria uma contrapartida para o adiamento do funcionamento da linha aos domingos. No próprio dia 26, entretanto, o Metrô divulgou nota informando que o funcionamento da linha aos domingos estava previsto para a primeira quinzena de outubro, "após a conclusão total dos ajustes operacionais".
A entrega de Luz e República representava a conclusão dos nove quilômetros da primeira fase da Linha 4, com três a cinco anos de atraso após a previsão inicial de entrega, dependendo da fonte. "Tanto tempo e cautela pressupõem um planejamento minucioso e um sistema infalível, certo?", perguntou a revista Época São Paulo em novembro de 2011, para em seguida dar a resposta ("Errado.") e prosseguir com o histórico de problemas técnicos, acidentes, panes operacionais e lotação.
Com a inauguração das duas estações, o percurso da Luz ao Butantã passou a ser feito em doze minutos, um terço do tempo de uma viagem de carro e um quinto do tempo de uma viagem de ônibus no mesmo percurso, segundo pesquisa do jornal Folha de S.Paulo. Por outro lado, as novas integrações proporcionadas pelas duas novas estações também tendiam a aumentar significativamente o número de passageiros na Linha 4, que passaria de uma demanda diária de 190 mil no início de setembro para quinhentos mil até o fim do ano e setecentos mil em 2012, segundo estimativa da ViaQuatro. Essa previsão de setecentos mil passageiros por dia era usada originalmente no planejamento quando se imaginava que as estações da primeira fase seriam entregues ao mesmo tempo; como isso não ocorreu, ao longo do primeiro ano de operações a média foi de apenas setenta mil passageiros por dia. Assim, a concessionária cobra uma compensação financeira, mas o governo culpava entraves com desapropriações, uma greve do Judiciário e o acidente em Pinheiros pelo atraso, eximindo-se de responsabilidade.
A previsão, entretanto, não contemplava que o limite de conforto, de seis pessoas por metro quadrado, seria ultrapassado na linha, ao contrário das demais do sistema. Um dos motivos do aumento, segundo Jurandir Fernandes, estava na tarifa mais baixa, por eliminar a necessidade de pagar a tarifa de integração entre ônibus e metrô: "Não estamos só tirando carro da rua. Está havendo uma migração tremenda dos ônibus da Zona Sul." Fernandes culpou o atraso nas obras da Linha 5 pela situação: "Por que estamos sofrendo hoje com as estações Paulista e Consolação? Porque a Linha 5 atrasou. Não imaginávamos que ela não estaria pronta e que causaria esse gargalo na Linha 4. Se ela estivesse pronta, como era previsto, a população da zona sul teria mais opções e não desembocaria todo mundo na Linha 4. Ainda vamos passar mais uns três anos com lotação." Sérgio Ezjenberg, mestre em Transportes pela Escola Politécnica da USP, criticou as prioridades do governo estadual ao longo dos 35 anos anteriores, em entrevista a Época São Paulo em novembro de 2011: "O governo está dormindo no ponto há 35 anos, fazendo um quilômetro e meio de metrô por ano. É por isso que se entrega uma linha e ela lota no dia seguinte."

### Segunda fase e extensão

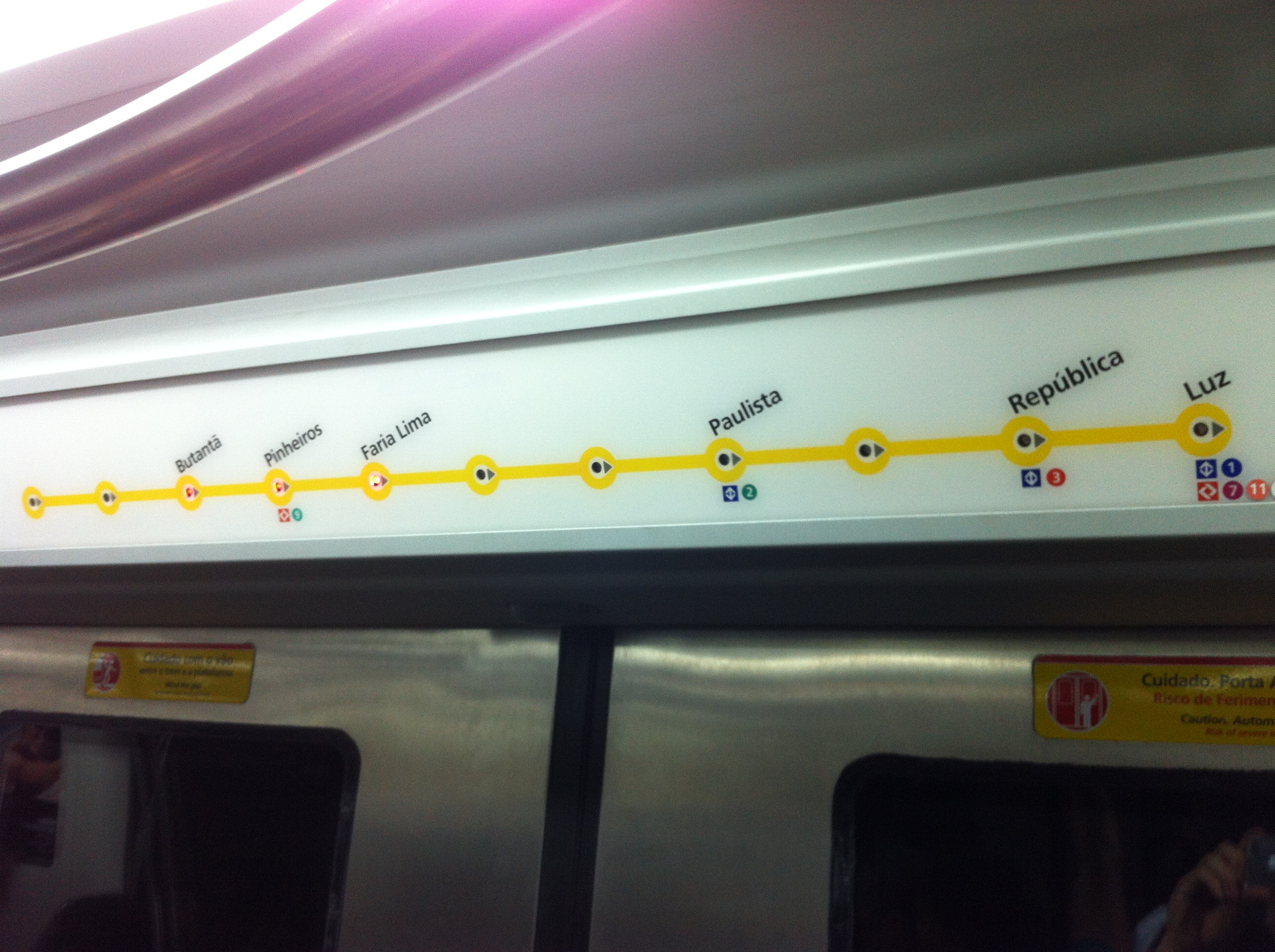
Painel indicando as estações no interior de um trem. Observa-se espaços em branco, referente às estações que ainda seriam inauguradas

A segunda fase permanecia em licitação, com custo total estimado em dois bilhões de reais, e quinze consórcios apresentariam propostas no dia 22 de setembro de 2011. A previsão em novembro era de que as estações seriam inauguradas até 2014, porém apenas a Estação Fradique Coutinho foi aberta nesse período, em 15 de novembro de 2014. "Para entregar a Fradique Coutinho já foi um sufoco", lamentou o governador Geraldo Alckmin, em fevereiro de 2015. "Ficamos em cima, 24 horas apertando até entregar. As outras não têm jeito, porque você vai lá e não tem equipamento."
Alckmin ameaçou romper os contratos, por causa dos atrasos, mas acabou liberando em junho de 2015 um pagamento de mais 20,4 milhões de reais para o consórcio responsável pela obra, a fim de concluir o que estava previsto para 2014. O aditivo previa a conclusão das obras que estavam paradas desde novembro de 2014: as estações Higienópolis–Mackenzie e Oscar Freire e o pátio de manobras Vila Sônia. Foi o segundo aditivo ao contrato de 2012: o primeiro, de 18,9 milhões de reais, fora liberado em março de 2014. A previsão de conclusão das duas estações e do pátio de manobras passou para 2016, enquanto as das duas estações que completariam a segunda fase mudaram para 2017 (Estação São Paulo-Morumbi) e 2018 (Estação Vila Sônia).
No final de julho, entretanto, Alckmin anunciou o cancelamento do contrato com o consórcio responsável pelas obras, alegando atrasos na execução dos serviços. "Lamentavelmente, o consórcio não conseguiu fazer as obras, e não há como esperar mais", disse o governador, em 30 de julho. "Então, nós estamos fazendo a rescisão contratual. O consórcio será duramente penalizado, e a obra será relicitada." Segundo Alckmin, a rescisão não acarretaria em novo atraso na conclusão das obras, embora a nova licitação ainda não tivesse data.
Em agosto de 2016, foi anunciada a retomada das obras e a criação do Consórcio TC–Linha 4–Amarela, formado pelas empresas TIISA e COMSA, responsáveis pelos serviços. O valor para execução dos trabalhos seria de 858,7 milhões de reais. O novo contrato também incluía a ampliação da Estação Vila Sônia e a implantação do seu terminal de ônibus, além da construção de dois quilômetros de vias em túneis.

## Operação
| Movimento anual de passageiros (Em milhões) |
|                                             |
| Fontes: STM-SP, Metrô-SP e ViaQuatro        |

O primeiro dia de operações em horário integral teve um aumento de 35% no número de passageiros transportados em relação a sete dias antes, com 247,3 mil passageiros, e formação de "gargalos" nas estações Paulista e Luz devido ao excesso de pessoas. O Jornal da Tarde reportou que muitos usuários estavam reclamando da "falta de organização para dividir o fluxo" na Luz, onde a reportagem do jornal demorou mais de cinco minutos para fazer a integração entre as linhas 1 e 4 às 18h30. De acordo com a ViaQuatro, 38,2 mil pessoas passaram por ali entre a abertura da estação e as 17 horas. Ao longo daquele dia o fluxo no corredor que liga as estações Paulista e Consolação foi de 180,5 mil pessoas (92,5 mil delas no sentido Paulista), o que fez as esteiras e escadas rolantes ser desligadas. Passageiros ouvidos pelo JT criticavam o espaço para a integração, classificado por eles como "muito estreito". Já na Estação República o problema foi a lotação dos trens, que no pico da tarde tiveram dificuldades para fechar as portas na primeira tentativa. Nessa estação houve 74 mil transferências da Linha 4 para a Linha 3 no primeiro dia de operação integral, ou sessenta mil a mais do que sete dias antes. A Linha 3–Vermelha ganhou cerca de 29 mil usuários a mais após o funcionamento em tempo integral das estações República e Luz, mas, segundo o Metrô, isso teria ocorrido no fluxo oposto ao da lotação em horários de pico, o que teria deixado a linha "mais equilibrada". Nas demais linhas integradas à Linha 4, houve estabilidade (na Linha 1) e ligeira redução (na Linha 2). O superintendente da Associação Nacional de Transportes Públicos afirmou que existe um período de acomodação de demanda sempre que a rede do Metrô é ampliada.

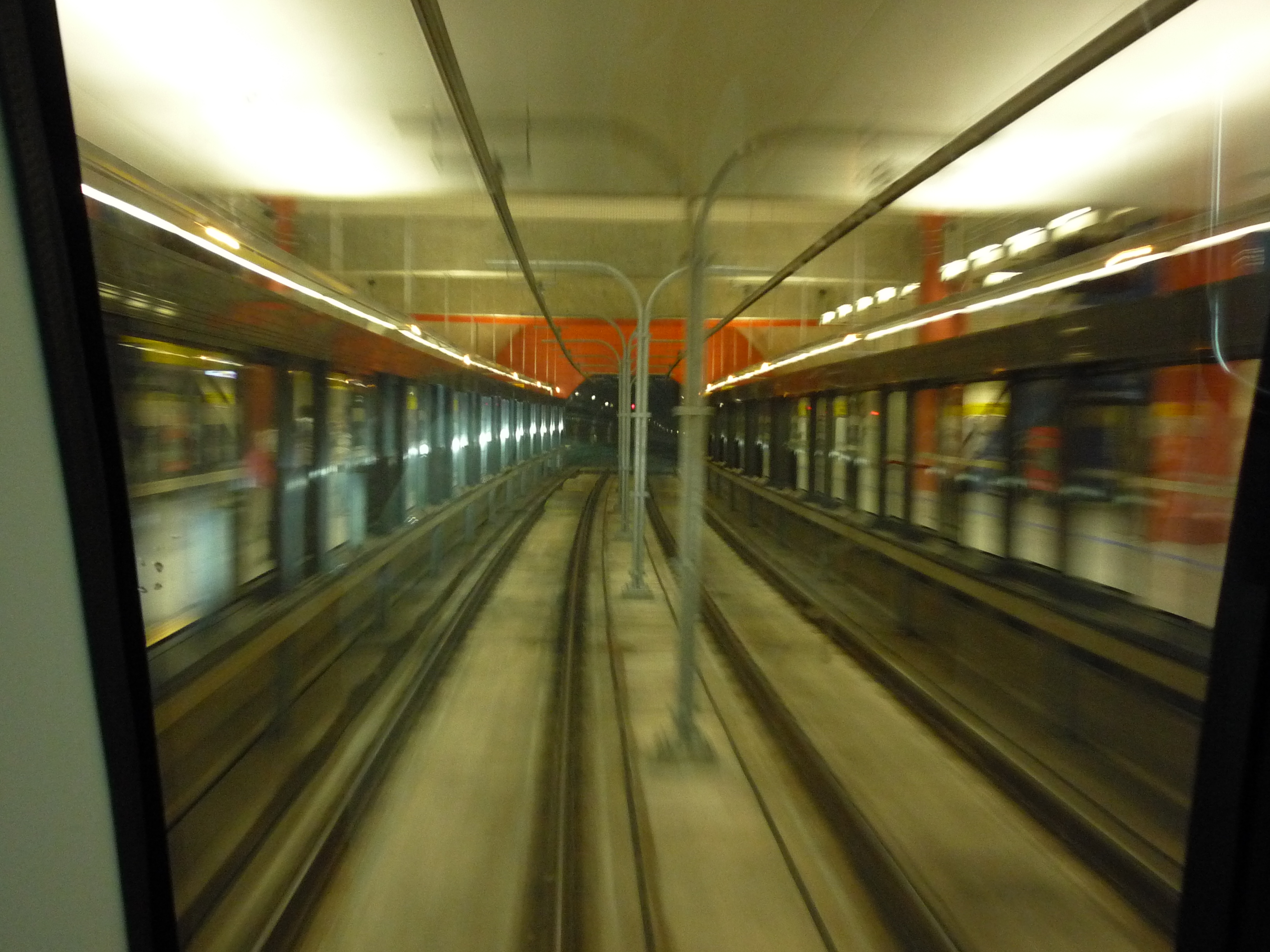
Trem chegando à Estação Luz

A Linha 4 passou a funcionar aos domingos a partir de 16 de outubro, com o anúncio sendo feito naquela semana. O início das operações nesse dia da semana ocorreu quase dezessete meses após o início das operações no ramal. Por outro lado, a previsão de entrega das estações da segunda fase foi adiada para 2014.
Àquela altura, a linha estava transportando aproximadamente 425 mil passageiros por dia. Esse número já tinha aumentado para 650 mil passageiros por dia em outubro de 2013, quando a linha completou dois anos de operação em horário normal. Pouco antes, em 17 de junho, a linha tinha batido seu recorde de passageiros transportados em um dia: 745 mil.

### Problemas
Pouco depois da inauguração, em 2010, foram constatados alguns problemas: as estações não tinham banheiros para os usuários, sinal para celular e internet sem fio ou mapa dos arredores da estação.
Um semana após o início da operação em tempo integral entre Luz e Butantã a Linha 4 sofreu sua primeira grande pane, que deixou todas as estações do ramal fechadas até as 8h18, afetando cerca de 75 mil pessoas. A falha, na sinalização, foi registrada numa área de manobras no trecho entre Luz e República às 2 horas, mas só solucionada mais de seis horas antes, quando já tinha mantido a linha fechada por três horas e meia. A ViaQuatro garantiu que o problema não se devia a uma falha intrínseca do sistema. "Foi uma falha pontual", explicou o presidente da empresa. "Não quero deixar para o nosso usuário a ideia de ser um sistema inseguro ou instável." A empresa também explicou que tomou a decisão de fechar todas as estações do ramal para evitar uma lotação ainda maior que a normal na transferência entre as estações Paulista e Consolação, que seria a única ligação entre a Linha 4 e as demais linhas do Metrô. O secretário Fernandes, entretanto, falou em "excesso de cautela" à Folha de S.Paulo e explicou que "toda tecnologia na infância tem mais falhas que na maturidade". "Sistemas complexos em início de uso podem ter o que chamamos de 'mortalidade infantil'", explicou Ailton Brasiliense Pires, presidente da Associação Nacional dos Transportes Públicos, em entrevista a Época São Paulo em novembro. "Eles são esperados e ajustados naturalmente." A revista destaca em seguida que "só depois do episódio, porém, o governo se preocupou em elaborar planos de contingência".
O problema fez com que a SPTrans deslocasse doze ônibus para o corredor das avenidas Rebouças e Eusébio Matoso, que corre paralelo à linha, mas a velocidade média dos ônibus ali caiu 43% às 7 horas. Apesar de não falar inicialmente em punições, o governador Geraldo Alckmin prometeu uma "apuração rigorosa" da situação". Mesmo que não houvesse punições, a ViaQuatro sofreria consequências econômicas, devido à falta de receita durante o período de fechamento e à interferência do problema nos indicadores da concessionária, que poderiam eventualmente motivar descontos na remuneração. Três dias antes uma falha de comunicação com o controle central tinha causado uma espera de trinta minutos nas estações. Dois dias depois um trem sofreu uma pane na Estação Paulista, provocando atrasos por 44 minutos à tarde.
Além disso, faltas de energia em São Paulo afetaram o funcionamento da linha por vinte minutos em 2 de dezembro de 2010 e por um período maior em 28 de julho e 18 de novembro de 2011. Nesse último dia tinha havido uma queda de energia na subestação Vital Brasil, que alimenta o trecho entre Butantã e Paulista, às 5h48, mas não afetou a operação, pois a subestação Barra Funda assumiu o trecho. Entretanto, quando o sistema de abastecimento "caiu de forma descontrolada" às 7h50, já em horário de pico com o dobro de trens, os trens tiveram de parar. Em 24 de junho também haviam ocorrido duas falhas no mesmo dia: primeiro, um trem que estava na Estação Paulista saiu dos trilhos quando seguia para a Estação Butantã, o que fez os trens circularem em velocidade reduzida e com atraso durante a manhã. Segundo a ViaQuatro, não havia ninguém no trem na hora do descarrilamento. Pouco depois, ocorreu um problema na máquina de chaves — que faz a troca dos trilhos — de uma das composições. Esses problemas fizeram com que os trens da Linha 4 circulassem em apenas um trilho para ambos os sentidos. O JT também constatou que os mapas da rede nos trens e estações ainda estavam desatualizados, sem indicar as novas integrações com a Linha 4, quando das inaugurações de Luz e República. Consultado a respeito, o Metrô previu que os novos mapas seriam colocados a partir de outubro.
Um especialista em transportes ouvido pelo jornal O Estado de S. Paulo criticou, em 2013, o projeto das estações da Linha 4. Segundo ele, o projeto teria sido "econômico" por não prever plataformas centrais nas estações de maior movimento: "Tinham de ter sido construídas plataformas centrais, além das laterais. As pessoas sairiam por um lado do trem e embarcariam no outro, como é na Sé. [A Linha 4] nasceu com um erro conceitual e de dimensionamento de quem fez o estudo de demanda ou do autor do projeto. Ou ainda, na fase de licitação das obras, alguém quis economizar. Isso são hipóteses. Não sei onde houve o erro." A crítica do especialista mencionava ainda que a Estação Sé, projetada nos anos 1970, ainda conseguiria lidar com sua demanda, enquanto as estações da Linha 4 já estariam saturadas desde sua abertura. "O que não pode", frisou, "é investir bilhões em uma linha e ela praticamente já nascer com esses problemas." A lotação nas estações, principalmente em horários de pico, fez com que a concessionária utilizasse medidas paliativas, como um anúncio sonoro para que, se não conseguissem desembarcar em sua estação de destino, os passageiros descessem na estação seguinte, para depois voltar, ou o bloqueio de determinadas portas na plataforma, para que, nas estações seguintes, o embarque fosse facilitado.

## Cronologia
| Data                   | Evento |
| ---------------------- | --- |
| 2 de setembro de 2004  | Início dos trabalhos da construção                                                                                 |
| 12 de janeiro de 2007  | Cratera no local da Estação Pinheiros                                                                              |
| 25 de maio de 2010     | Inauguração das estações Paulista e Faria Lima, operando das 9 às 15 horas                                         |
| 21 de junho de 2010    | Início da cobrança de tarifa e da operação comercial na linha                                                      |
| 24 de janeiro de 2011  | Ampliação do horário de funcionamento, operando das 8 às 15 horas                                                  |
| 28 de março de 2011    | Inauguração da Estação Butantã                                                                                     |
| 2 de maio de 2011      | Ampliação do horário de funcionamento, operando das 4h40 às 15 horas                                               |
| 16 de maio de 2011     | Inauguração da Estação Pinheiros                                                                                   |
| 3 de junho de 2011     | Início de integração com a Linha 9 do Trem Metropolitano de São Paulo na Estação Pinheiros                         |
| 29 de junho de 2011    | Ampliação do horário de funcionamento, operando das 4h40 às 21 horas                                               |
| 12 de setembro de 2011 | Ampliação do horário de funcionamento, operando das 4h40 à meia-noite em dias úteis e aos sábados até a 1 hora     |
| 15 de setembro de 2011 | Inauguração das estações República e Luz, operando de segunda a sábado, das 10 às 15 horas                         |
| 23 de setembro de 2011 | Ampliação do horário de funcionamento das estações República e Luz, operando de segunda a sábado das 9 às 16 horas |
| 26 de setembro de 2011 | Ampliação do funcionamento das estações República e Luz para o mesmo horário do restante da linha                  |
| 16 de outubro de 2011  | Linha começa a funcionar aos domingos                                                                              |
| 24 de março de 2012    | Obras da linha 4 recomeçam                                                                                         |
| 15 de novembro de 2014 | Inauguração da Estação Fradique Coutinho                                                                           |
| 12 de agosto de 2016   | Retomada das obras da linha                                                                                        |
| 23 de janeiro de 2018  | Inauguração da Estação Higienópolis–Mackenzie                                                                      |
| 4 de abril de 2018     | Inauguração da Estação Oscar Freire                                                                                |
| 27 de outubro de 2018  | Inauguração da Estação São Paulo–Morumbi                                                                           |
| 17 de dezembro de 2021 | Inauguração da Estação Vila Sônia                                                                                  |

## Características

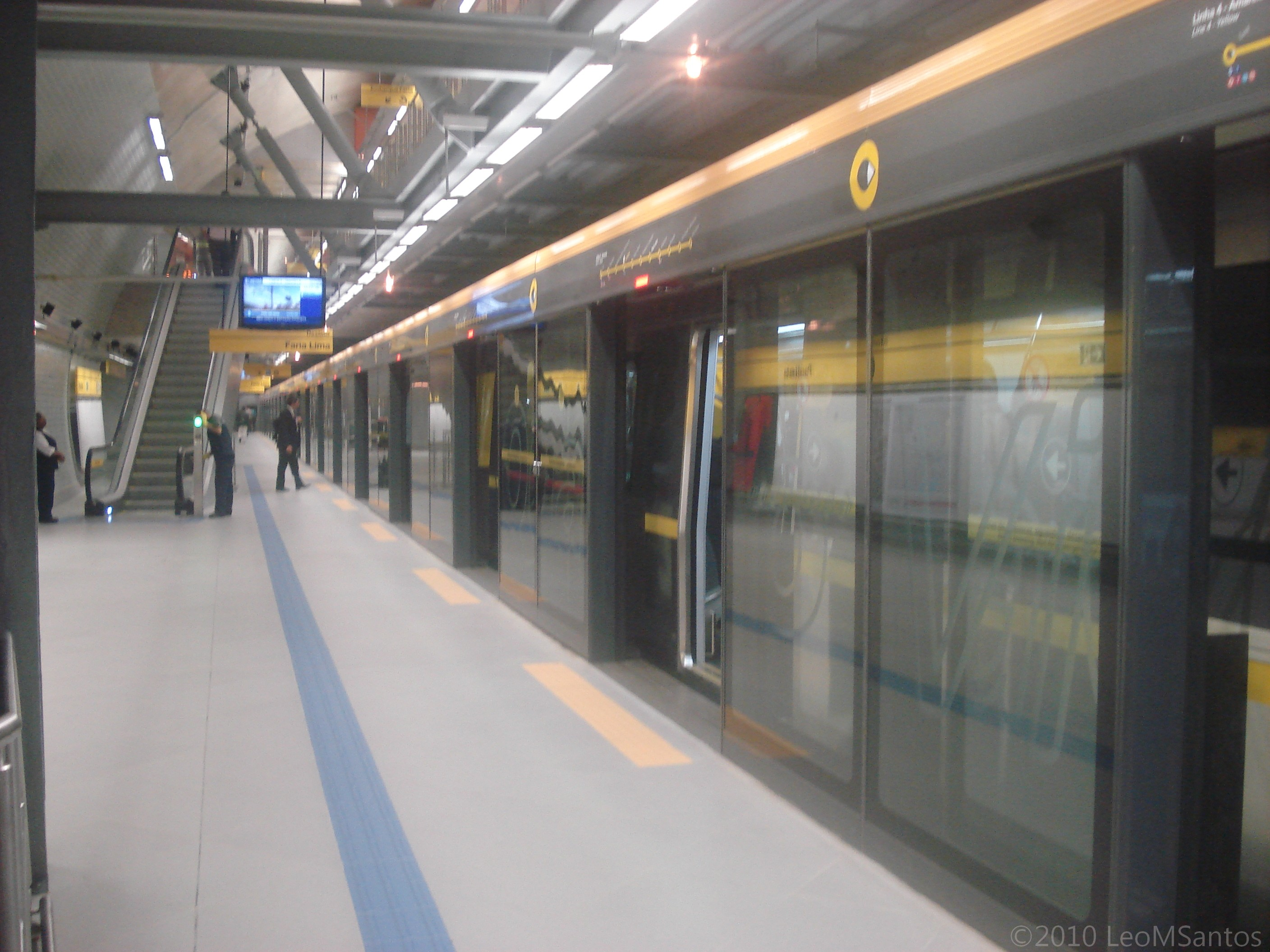
Portas de plataforma da Estação Paulista

A linha é considerada estratégica pois, em conjunto com as demais linhas do Metrô e da CPTM, configura o sistema como uma verdadeira rede. As estações têm portas de plataforma, que separam os usuários da via, evitando acidentes. Sistema semelhante opera nas linhas 1, 13 e 14 do Metrô de Paris e também está previsto para outras estações do Metrô de São Paulo, com a Linha 15–Prata já contando com os dispositivos desde sua inauguração, em 2014. Os trens têm seis carros cada, via alimentação catenária (aérea), e não têm separação entre os vagões.
A linha é integrada às três principais linhas do Metrô de São Paulo (1, 2 e 3), além de outras duas em projeto, e se integra a terminais de ônibus nas estações Faria Lima, Pinheiros, Butantã, São Paulo–Morumbi e Vila Sônia. O terminal da Estação Butantã abriga as linhas vindas da USP (Cidade Universitária), do Jardim Bonfiglioli e de outros bairros que se localizam ao redor da Rodovia Raposo Tavares, além de linhas metropolitanas controladas pela EMTU. A previsão é de que, depois de completa, a linha recebesse cerca de 970 mil passageiros por dia.
Existem ainda estudos para a implantação de um terminal rodoviário de média capacidade integrado à Estação Vila Sônia, que abrigaria linhas com destino ao Vale do Ribeira (sul do estado) e à Região Sul do país (exceto Oeste do Paraná). Esse terminal representaria uma economia de cerca de uma hora de viagem (ou mais), relativa ao deslocamento dos ônibus pelo trecho urbano da Capital, do Terminal Rodoviário Tietê e do Terminal Rodoviário Barra Funda (interestadual) até o início da Rodovia Régis Bittencourt, evitando-se o tráfego pelas marginais Tietê e Pinheiros, que possuem trânsito carregado na maior parte do dia.
A demanda prevista para quando a linha fosse entregue em sua totalidade era de novecentos mil passageiros por dia.

### Composições e trilhos

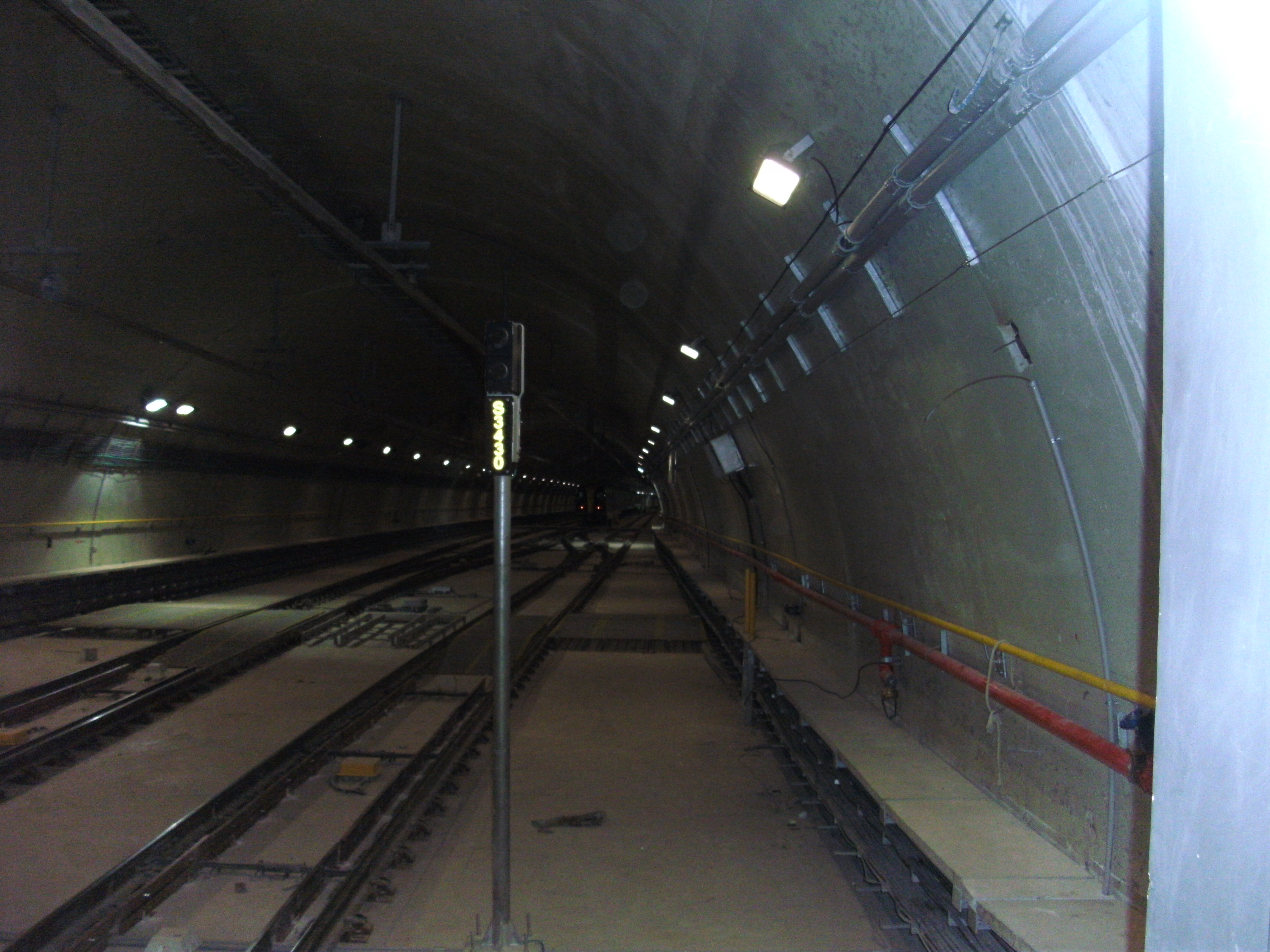
Trilhos da linha 4

O consórcio ganhador da concessão da linha 4 foi o ViaQuatro, que teve de obedecer o edital da parceira público-privada que determinava como seriam os trens que operam na expansão da Linha 4: deveriam ter bitola internacional, de 1,435 metro, em vez da bitola larga (1,6 metro) presente nas linhas 1, 2 e 3, e alimentação via catenária (aérea), como na Linha 5–Lilás e nas linhas da CPTM. A tensão é de 1,5 mil volts. Em março de 2010 cinco das catorze composições iniciais já estavam em testes na linha.
As composições, fabricadas na Coreia do Sul, têm o sistema driverless, inédito na América Latina, que permite que o trem seja operado sem condutor na cabine. Os carros são todos interligados por corredores articulados e contam ainda com ar-condicionado. Inicialmente fora previsto que eles teriam sinal de celular e rede wireless de acesso à internet, mas a internet sem fio foi descartada e o sinal de celular demorou meses para começar a ser disponibilizado na linha.
Os trens contam com saída de emergência pela frente e pela traseira do trem, onde a máscara frontal dele se abaixa, abrindo passagem e ainda criando uma rampa por onde os passageiros poderão descer e andar, pelos trilhos, até a estação seguinte. Também por isso, o espaço entre os trilhos foi desimpedido, para evitar acidentes em uma evacuação. Além isso, há passarelas laterais nos trechos entre as estações, como nas outras linhas. Então, para os passageiros dos vagões intermediários poderem sair, eles utilizam a passagem livre entre os trens, o chamado salão único, onde não há porta que impeça a passagem entre os carros. Nas pontas de cada trem há duas janelas, com as saídas de emergência entre elas, que possibilitam aos passageiros enxergar os trilhos, em um ângulo que não existe nas composições das demais linhas do sistema, com exceção da Linha 15–Prata. Essa característica levou o Jornal da Tarde a classificar os trens da Linha 4 como uma espécie de atração turística da cidade.
Cada composição tem 128 metros de extensão e comporta 1 946 passageiros (sendo 306 sentados), ou 25% a mais que os trens de outras linhas, embora os espaços para idosos sejam apenas 32, contra sessenta nas outras linhas, o que foi explicado pela ViaQuatro como cumprimento do Estatuto do Idoso, que exige apenas 10%. A disposição dos assentos dentro dos trens também é diferente, mais parecida com a usada pela CPTM.
A Linha 4 Amarela conta com uma frota de 29 trens e 174 carros:
| Linha | Ano       | Fabricante | País de Origem | Trens | Numeração Frota / Carros |
| 4     | 2008/2010 | Rotem      | Coreia do Sul  | 29    | 401 - 429 / 4011 a 4296  |

## Projetos e estudos

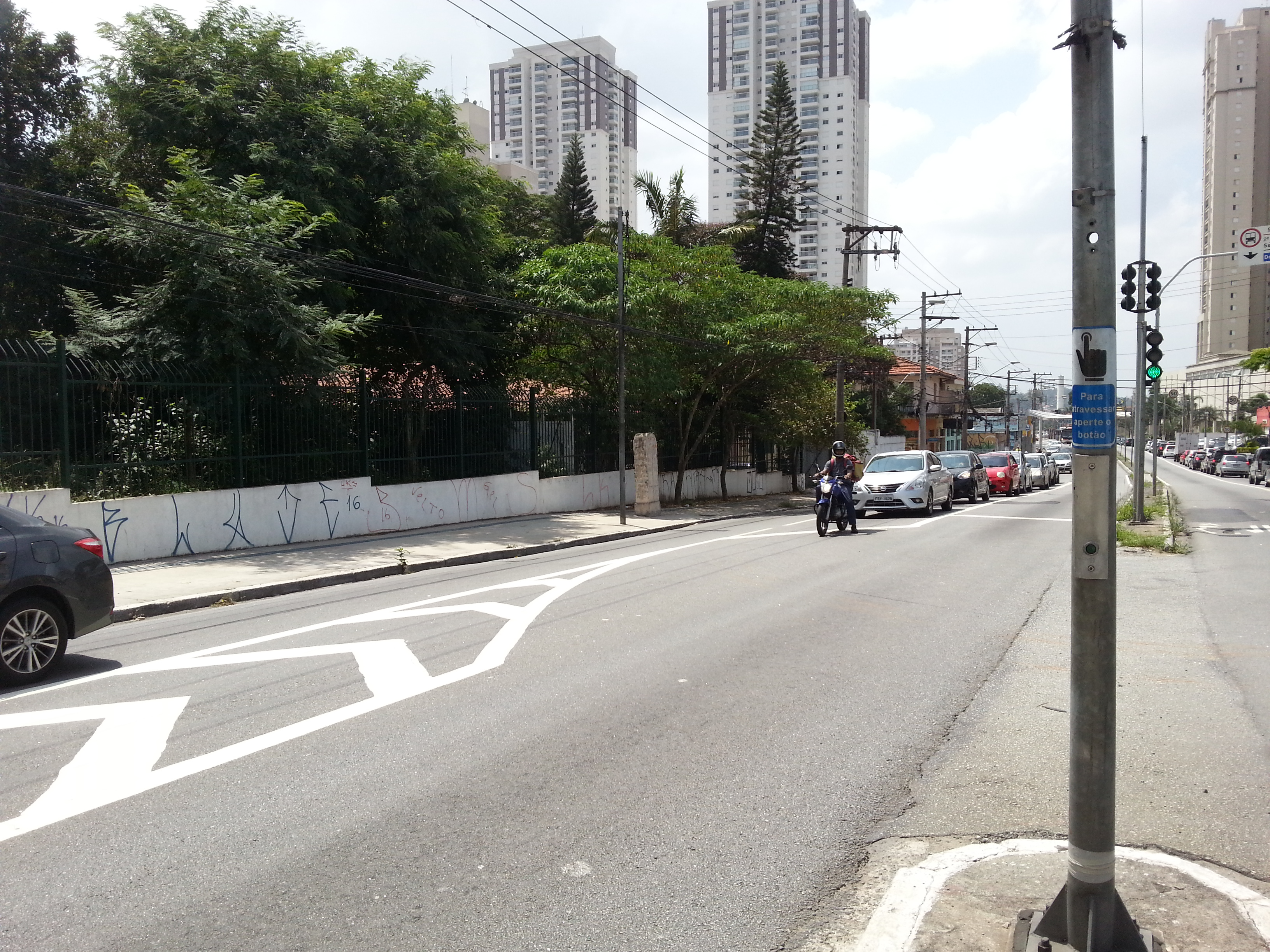
Local aproximado da prevista estação Chácara do Jockey

Duas propostas de projetos para expandir a linha foram noticiadas: a primeira é que a linha chegue até o Anhembi, saindo da Estação Luz, com a intenção de fazer integração com o TAV, que ligará São Paulo ao Rio de Janeiro. Já a segunda é que, saindo da Estação Vila Sônia, a linha chegue até Taboão da Serra.

### Expansão Sudoeste
A extensão até Taboão da Serra, com uma parada intermediária, foi prometida para 2016 em anúncio do então governador Geraldo Alckmin em maio de 2012, a um custo de 1,2 bilhão de reais. O governador também disse que já havia oitocentos metros em obras no túnel com destino a Taboão. A estação nesse município seria a primeira do Metrô paulista fora da capital.
Em 29 de julho de 2014, um vídeo foi publicado pela ViaQuatro com os detalhes da extensão até Taboão. O novo trecho, que contaria com mais 2,32 quilômetros, teria mais duas estações (Chácara do Jockey e Largo do Taboão). O projeto de expansão da Linha 4–Amarela encontra-se paralisado em fase de projeto básico concluído, por alegada falta de recursos. Caso o empreendimento seja construído, terá integrações com o Corredor Campo Limpo-Rebouças-Centro da SPTrans e o futuro Corredor Vila Sônia–Itapecerica da Serra da EMTU.
Por força do contrato de concessão, o Consórcio Via Quatro terá de implantar uma linha de ônibus gratuita entre o Terminal Vila Sônia e a Praça Nícola Vivilechio, em Taboão da Serra.
Em 10 de junho de 2024, o governador de São Paulo, Tarcísio de Freitas (Republicanos), assinou o contrato de expansão da linha até Taboão da Serra em uma cerimônia com a presença do então prefeito de Taboão, José Aprígio da Silva. As obras tiveram início em abril de 2025, e as estações têm previsão de inauguração para 2028.
| Sigla | Estação           | Integração                                                                                        | Município       | Previsão de entrega |
| ----- | ----------------- | ------------------------------------------------------------------------------------------------- | --------------- | ------------------- |
|       | Chácara do Jockey | Corredor Campo Limpo-Rebouças-Centro                                                              | São Paulo       | 2028                |
|       | Taboão da Serra   | Corredor Campo Limpo-Rebouças-Centro / Terminal Largo do Taboão Corredor Vila Sônia - Itapecerica | Taboão da Serra | 2028                |

## Parceria público-privada
Esta é a primeira linha de metrô no Brasil a ser operada por meio do regime de parceria público-privada. Foi concedido à iniciativa privada o direito de explorar a linha durante trinta anos, com possibilidade de prorrogação, quando então será devolvida ao governo do Estado, para operação direta ou nova concessão. Em troca, o concessionário investirá em toda a frota de trens necessárias para operação, além de outros investimentos. Tal parceria gerou indignação de funcionários do metrô contra o que consideraram uma "privatização", a ponto de terem provocado uma greve no dia 15 de agosto de 2006. A greve não conseguiu impedir o processo e o projeto foi mantido. A licitação foi bem sucedida, com a participação de dois consórcios de empresas interessados.
A Parceria Público-Privada funciona da seguinte maneira:
- O governo do Estado investiria mais de US$ 922 milhões, ou 73% dos recursos, enquanto a iniciativa privada investirá US$ 340 milhões, 27% do total;
- O consórcio vencedor teria a concessão da linha por trinta anos, sendo obrigado a manter e operar, tendo a receita tarifária em retorno;
- O concessionário teria o direito de explorar empreendimentos associados nas estações, tais como lojas, shoppings, estacionamentos e publicidades, durante o prazo de concessão;
- Foi instituído mecanismo de compensação financeira entre o Estado e o concessionário, caso a demanda seja inferior ou superior ao previsto.

Além desses termos, o edital da PPP ainda define a padronização da linha:
- a linha deve atender aos mesmos padrões de excelência do metrô nos quesitos operacionais, de limpeza e segurança;
- a tarifa cobrada na Linha 4 será a mesma das outras linhas do Metrô e CPTM.

## Galeria

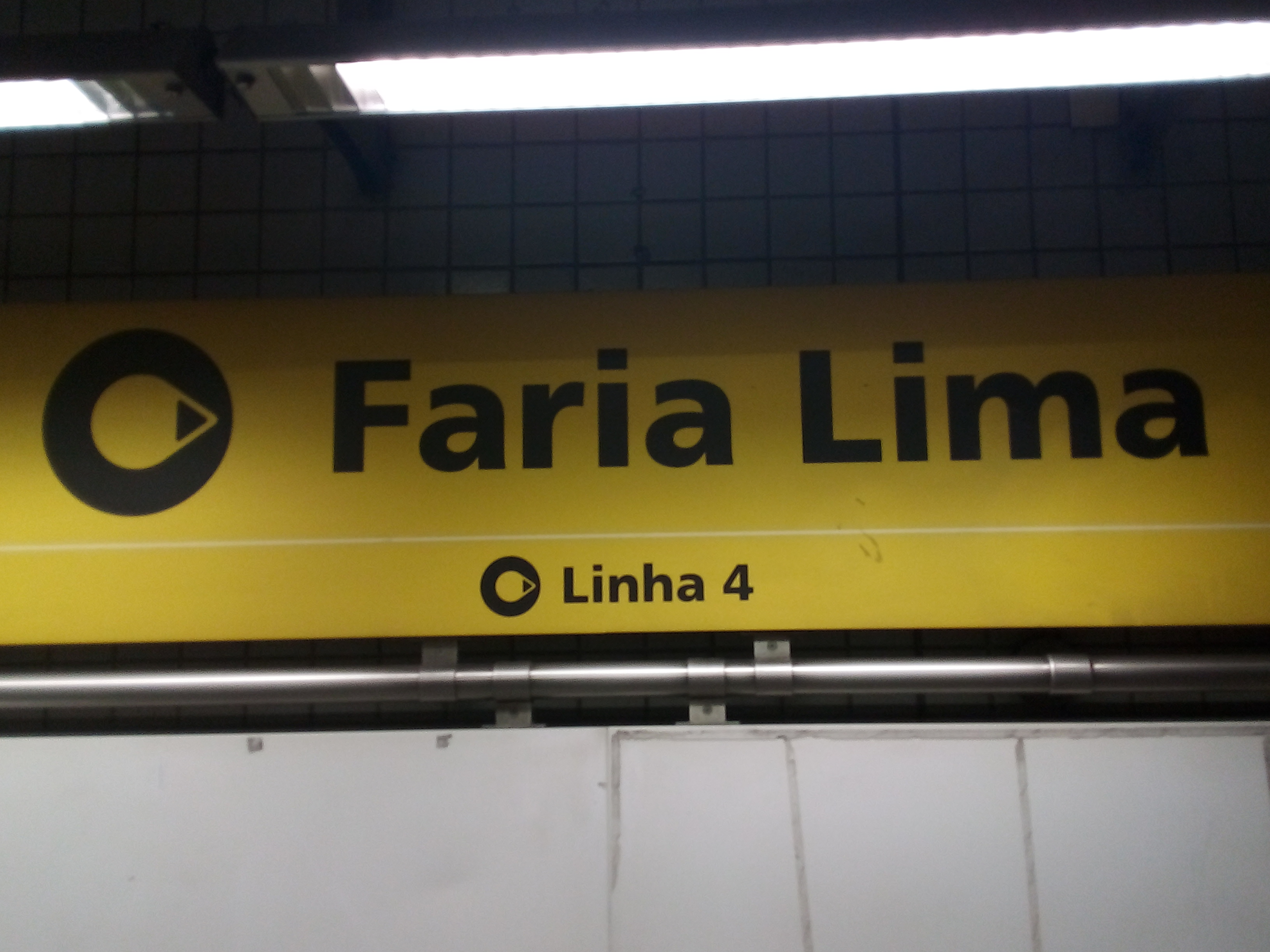
Estação Faria Lima: identificação visual
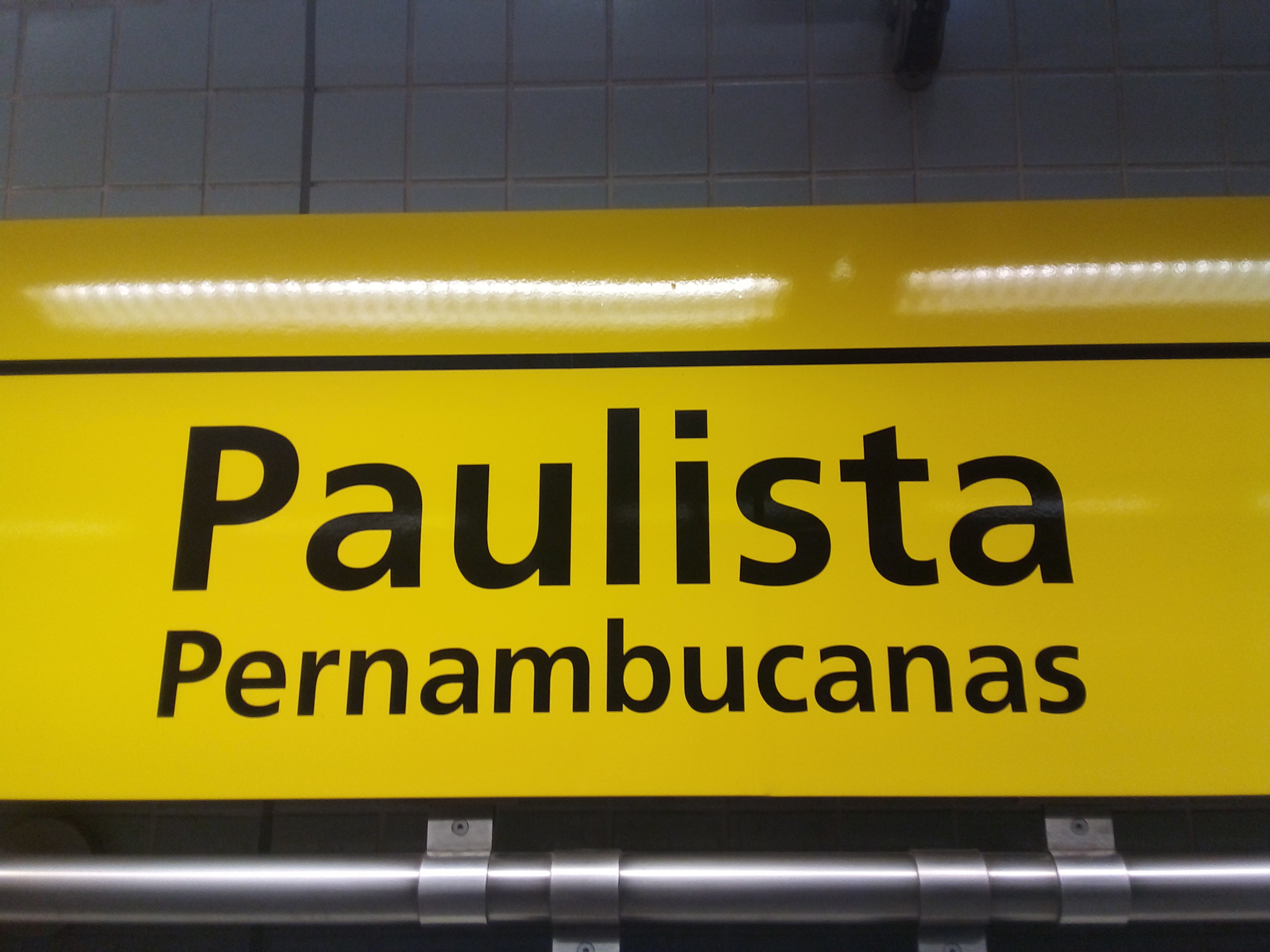
Estação Paulista: identificação visual
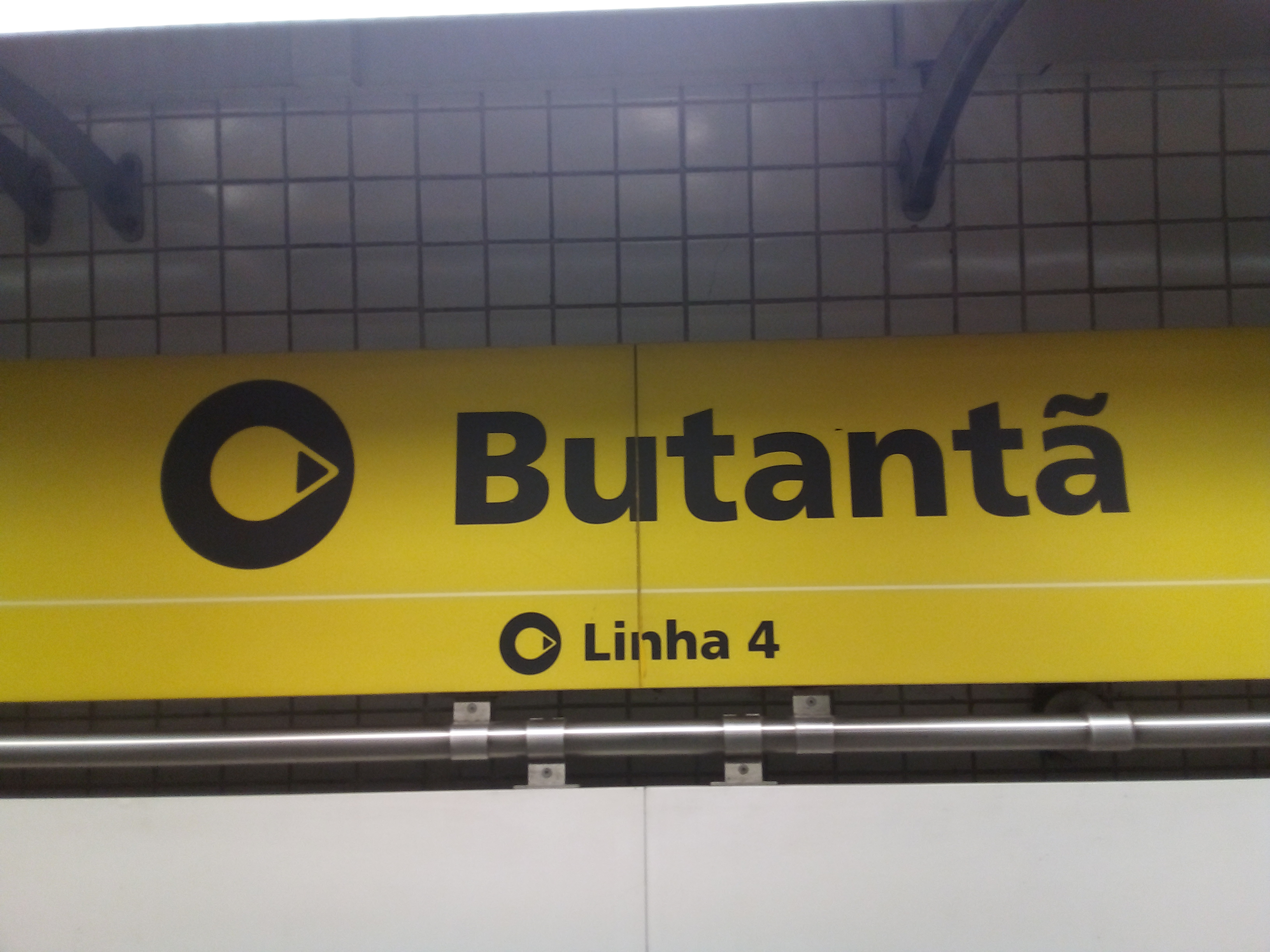
Estação Butantã: identificação visual
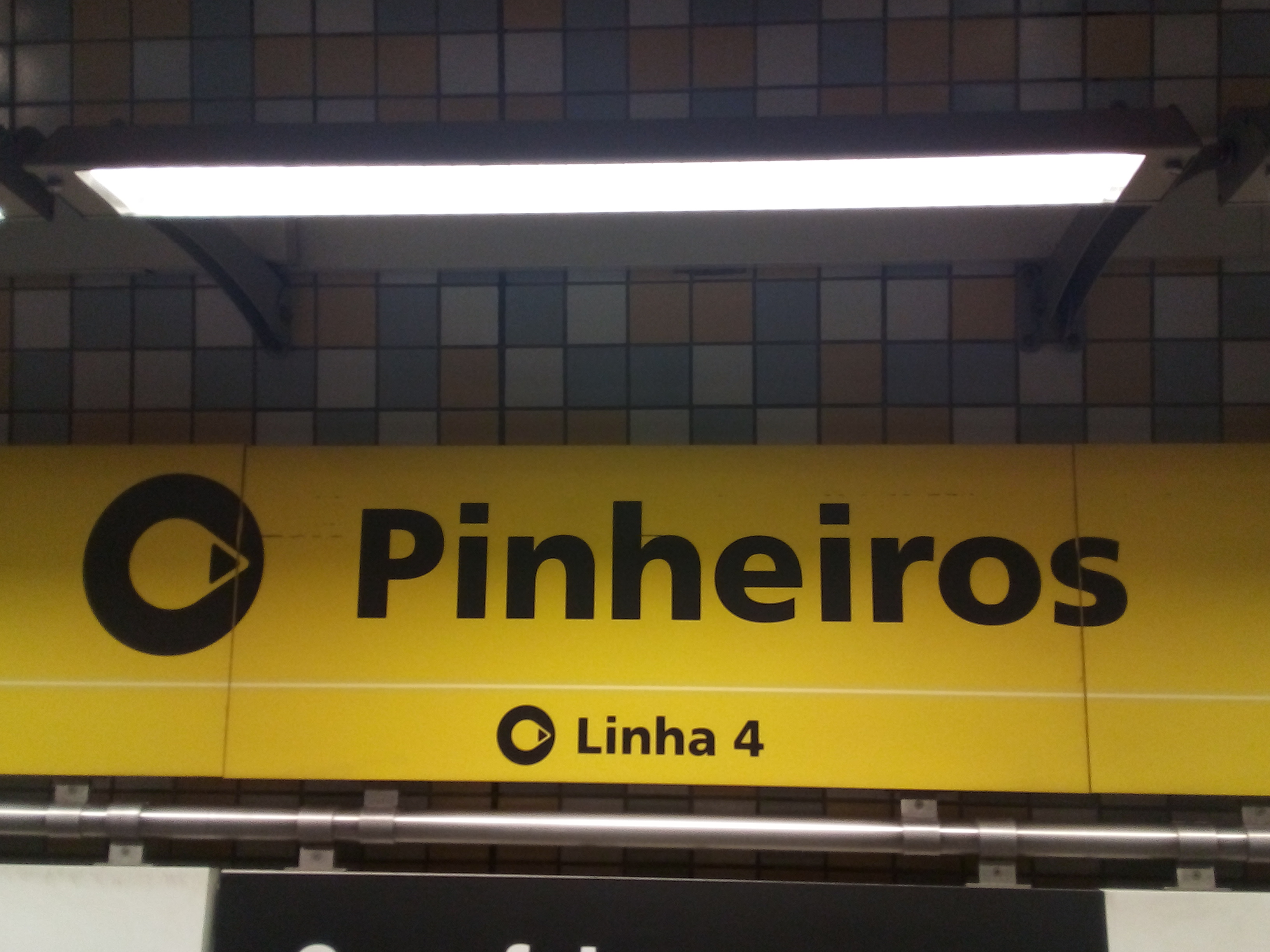
Estação Pinheiros: identificação visual
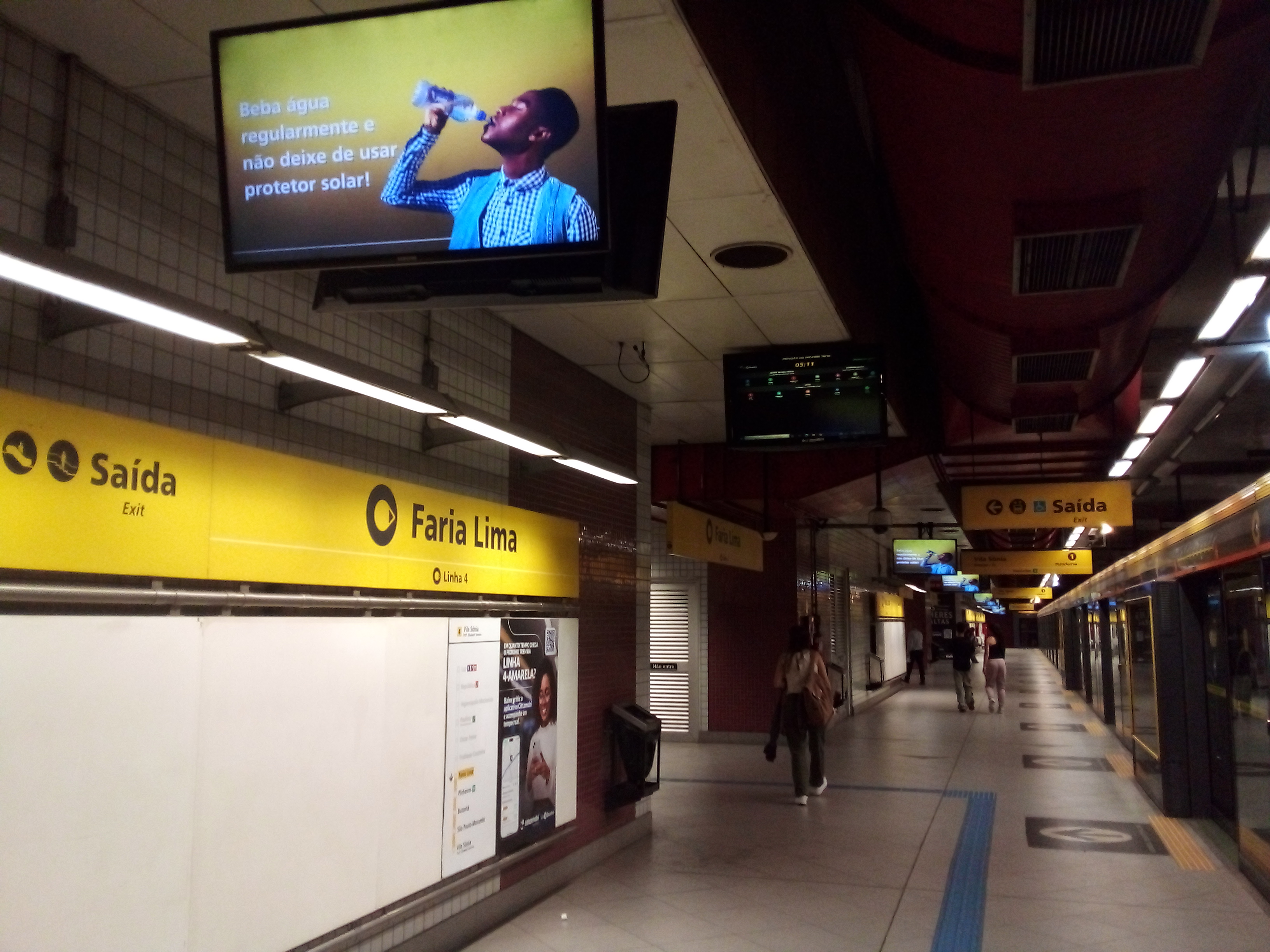
Plataforma da Estação Faria Lima
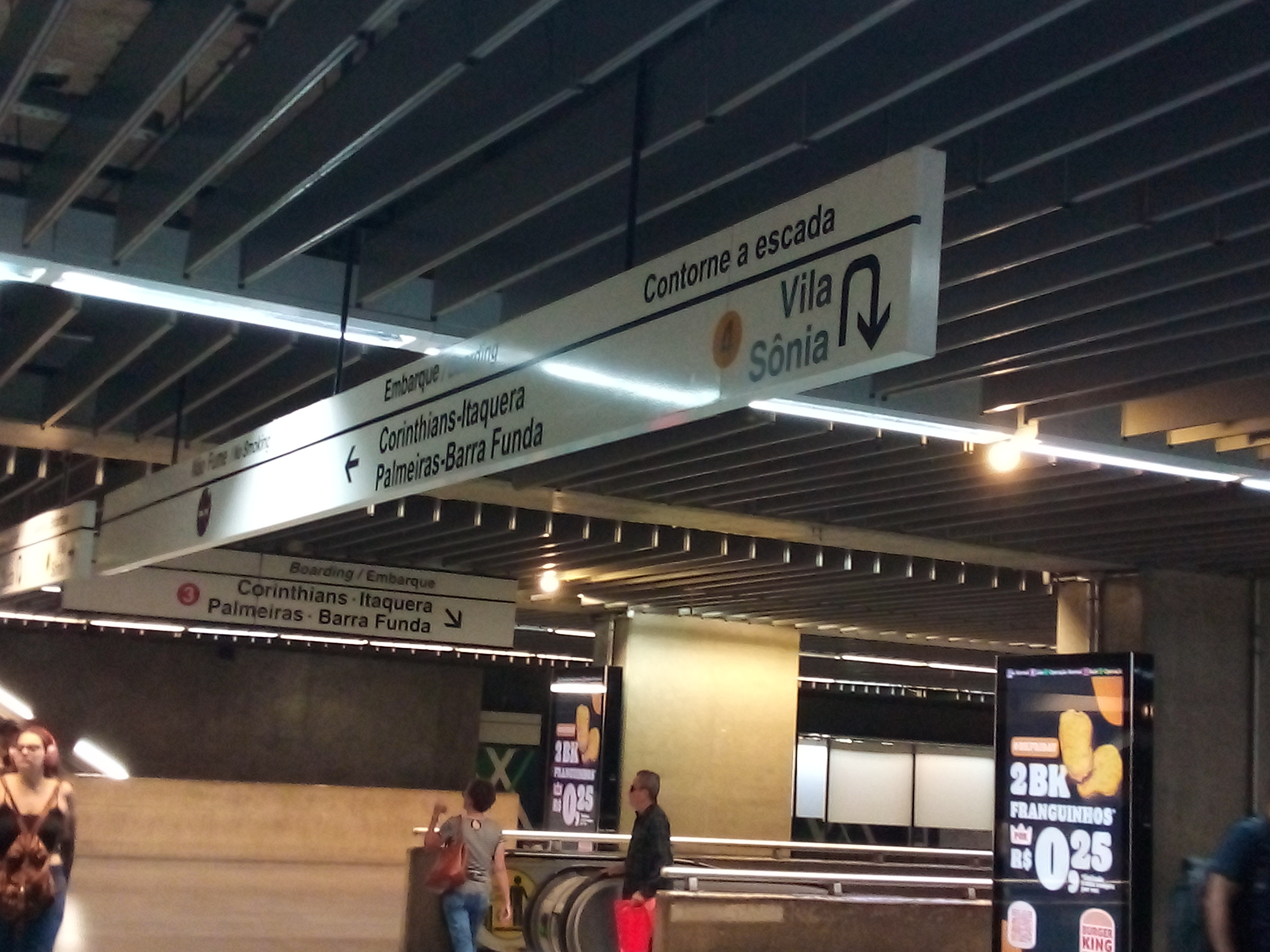
Mezanino da Estação República
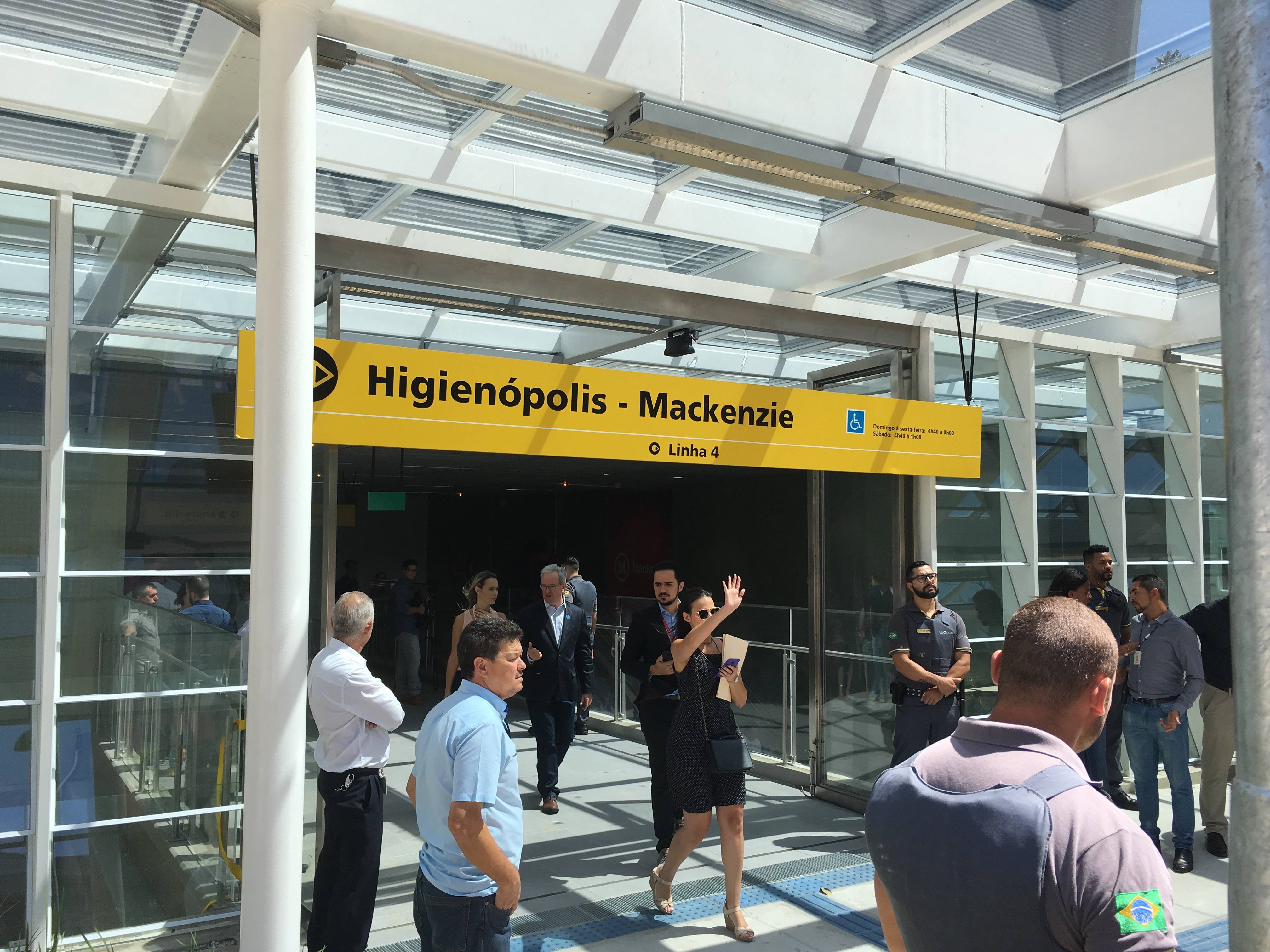
Estação Higienópolis-Mackenzie, no dia de sua inauguração
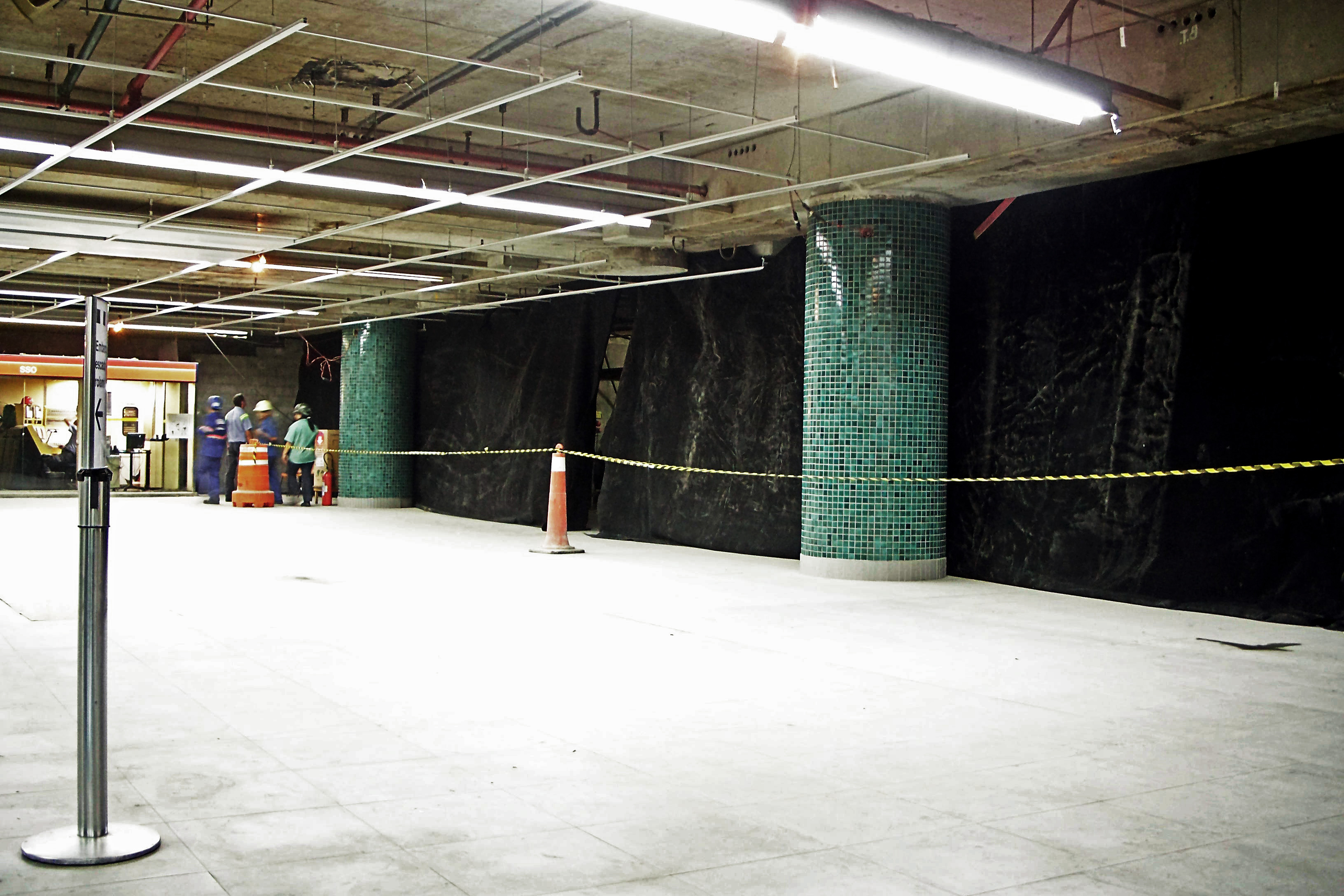
Obras na Estação República
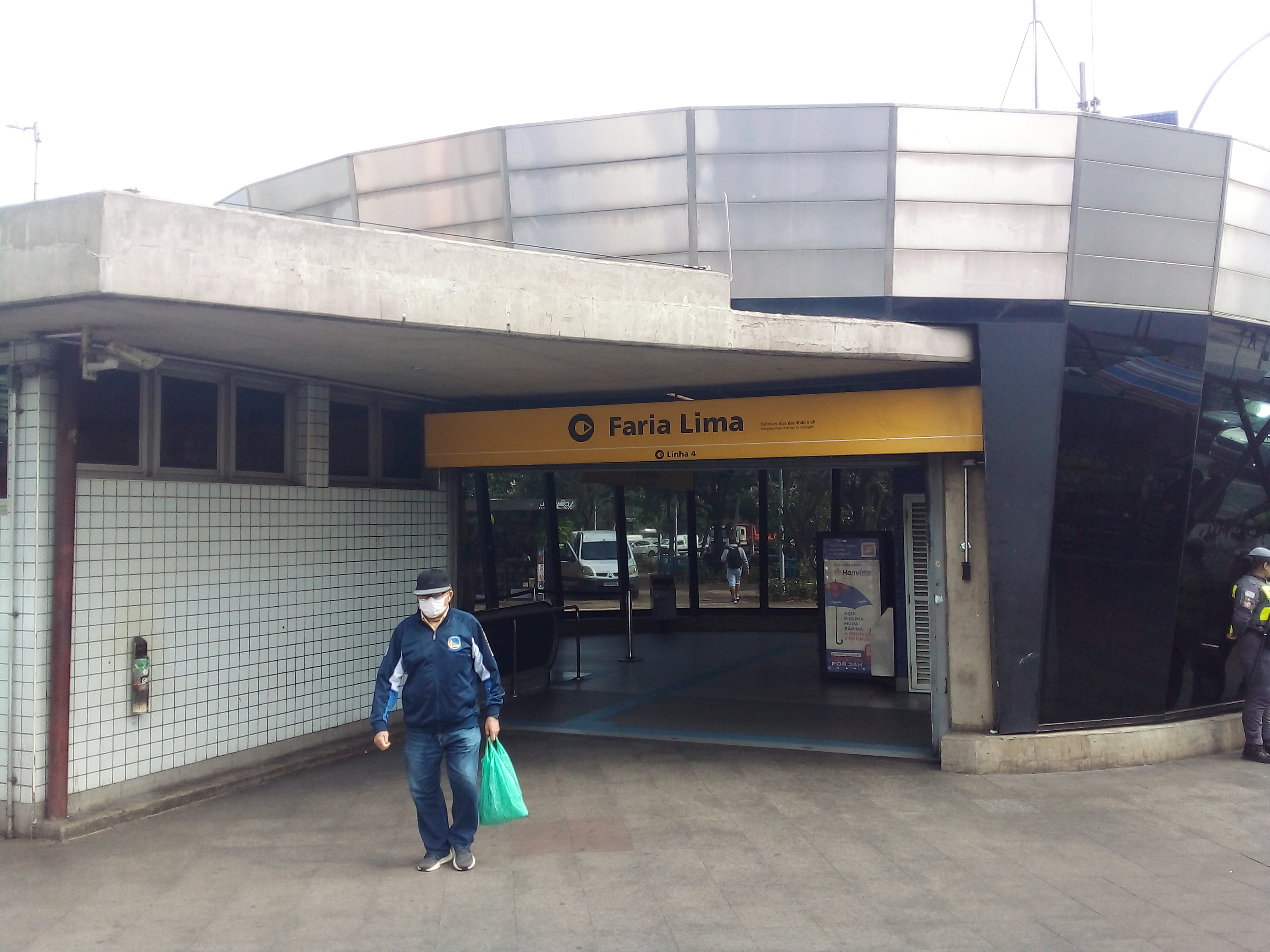
Entrada da Estação Faria Lima
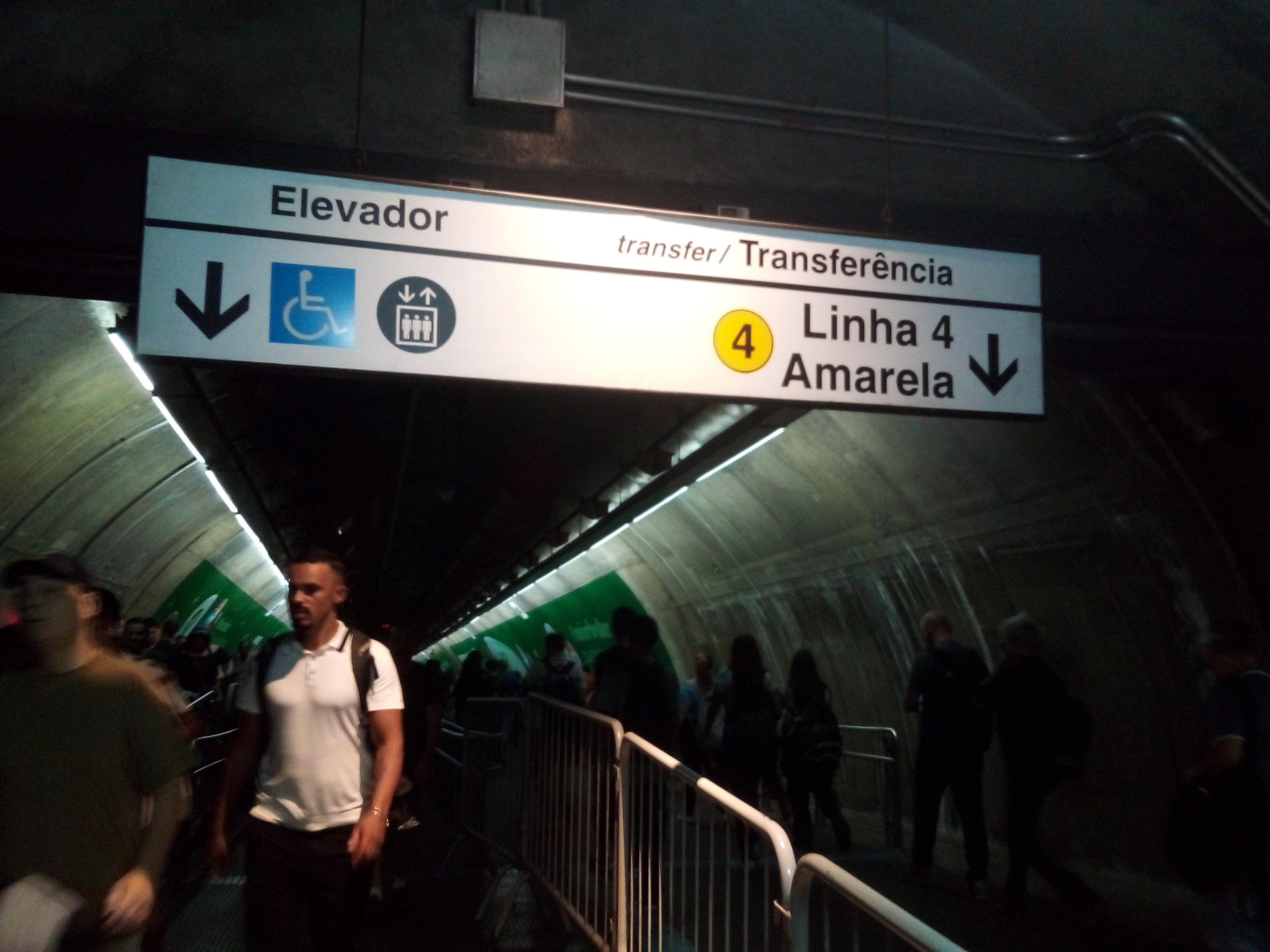
Acesso à Estação Paulista na Estação Consolação
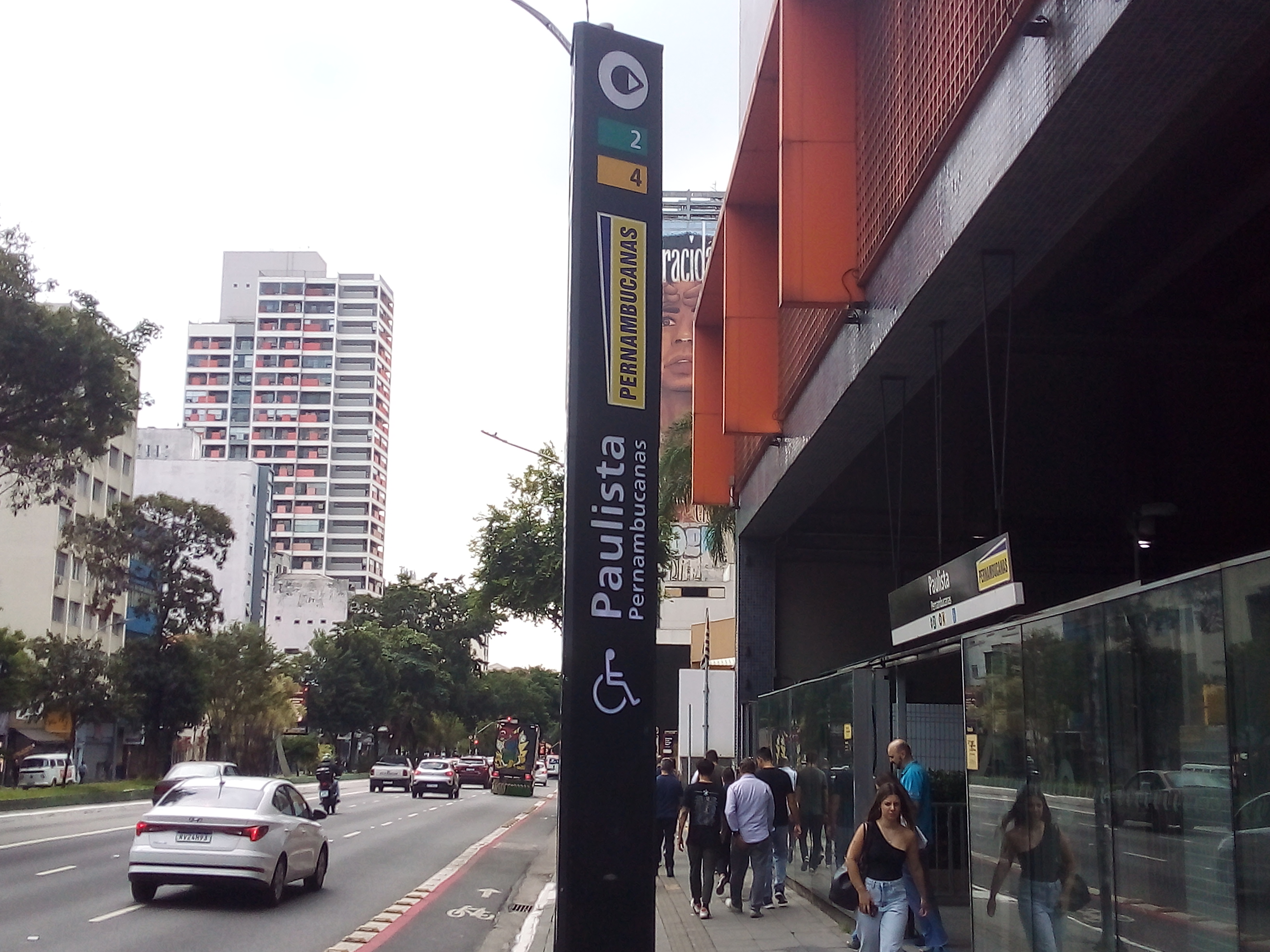
Totem de identificação com o logo da ViaQuatro
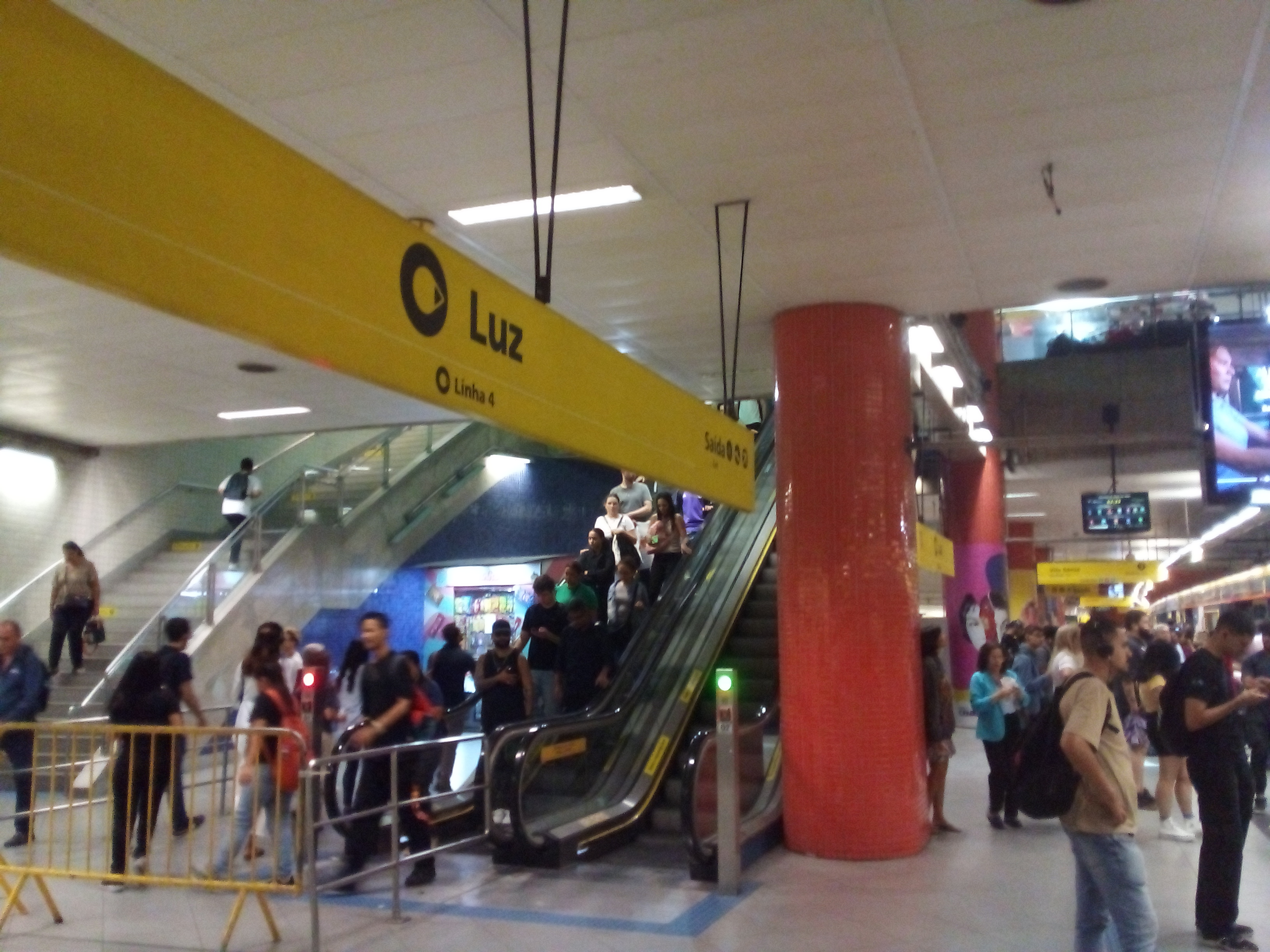
Plataforma da Estação Luz
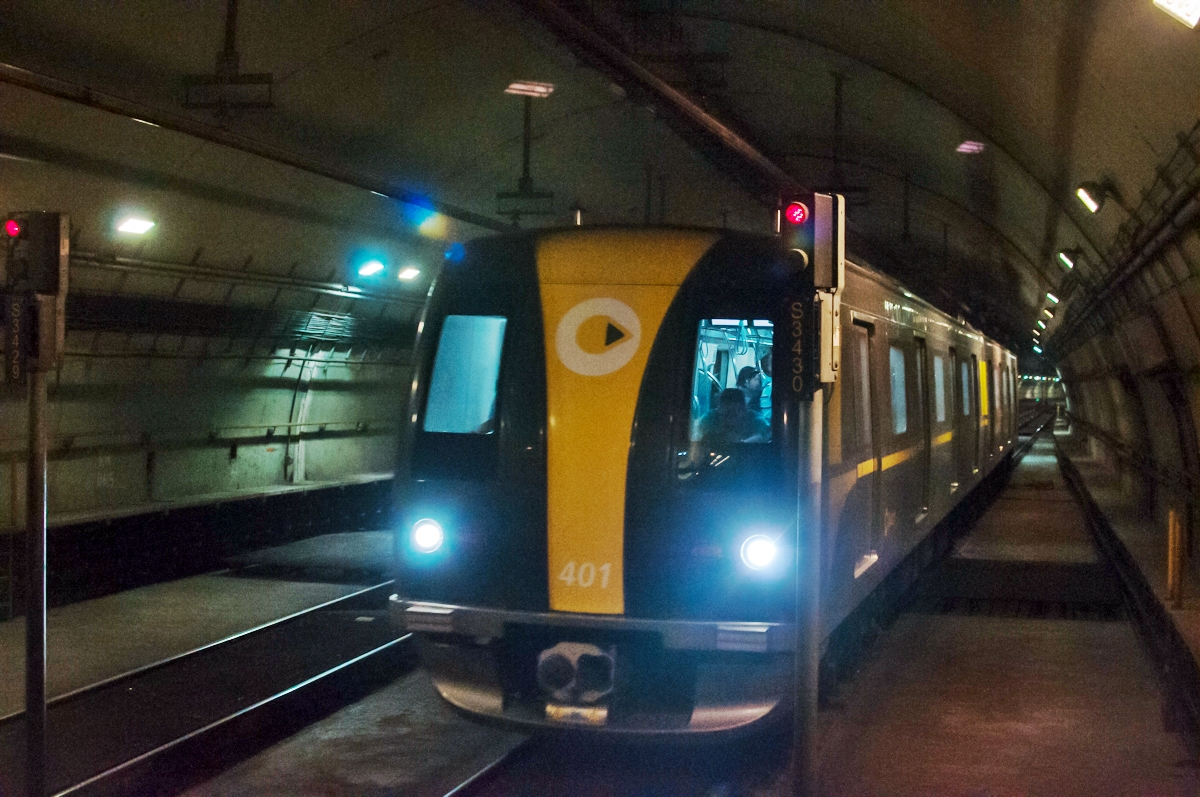
Trem da Série 400 Hyundai Rotem, trem da “fase 1” numerados das composições 401 a 414
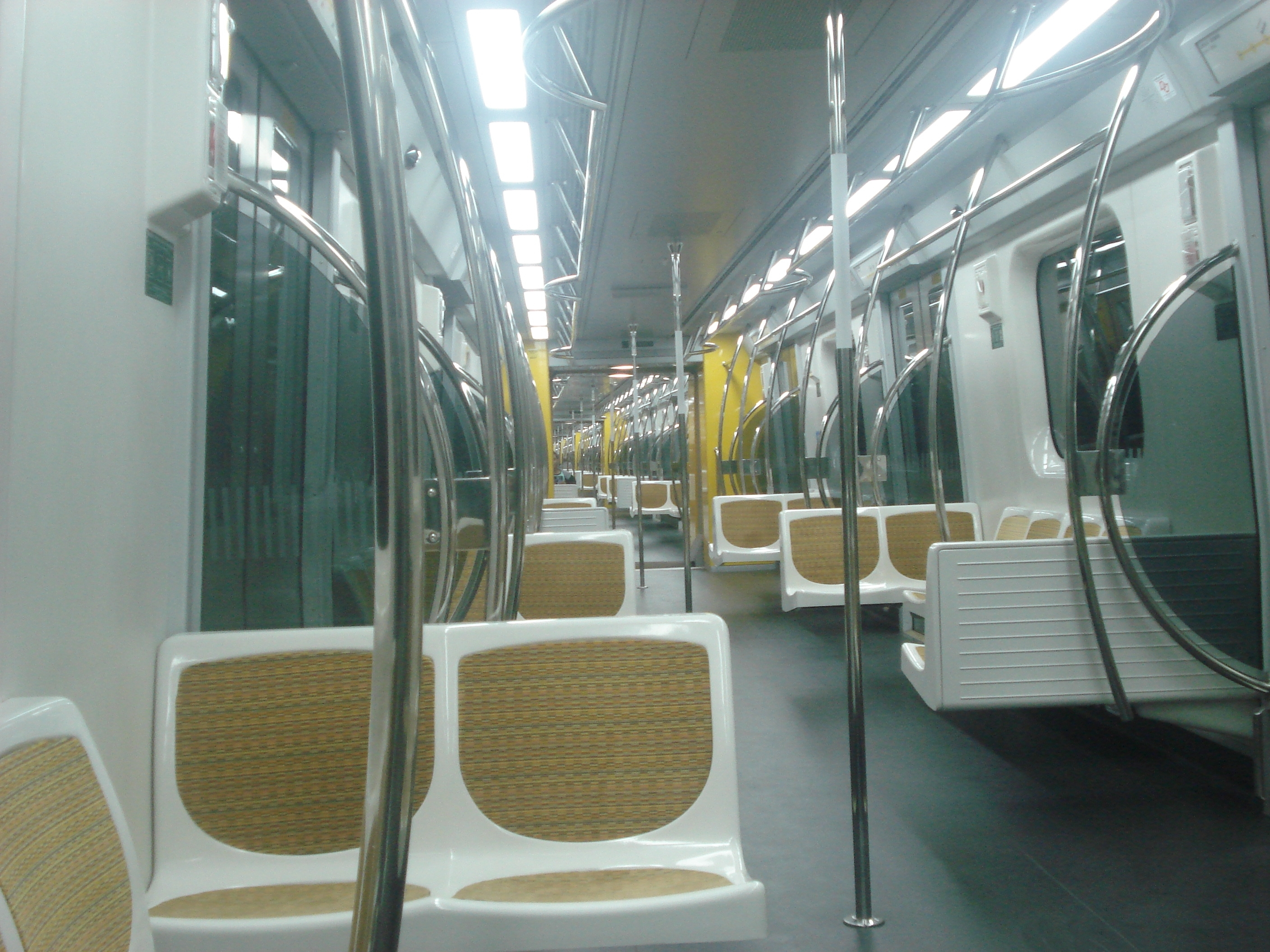
Vista interna dos trens da Linha 4 amarela
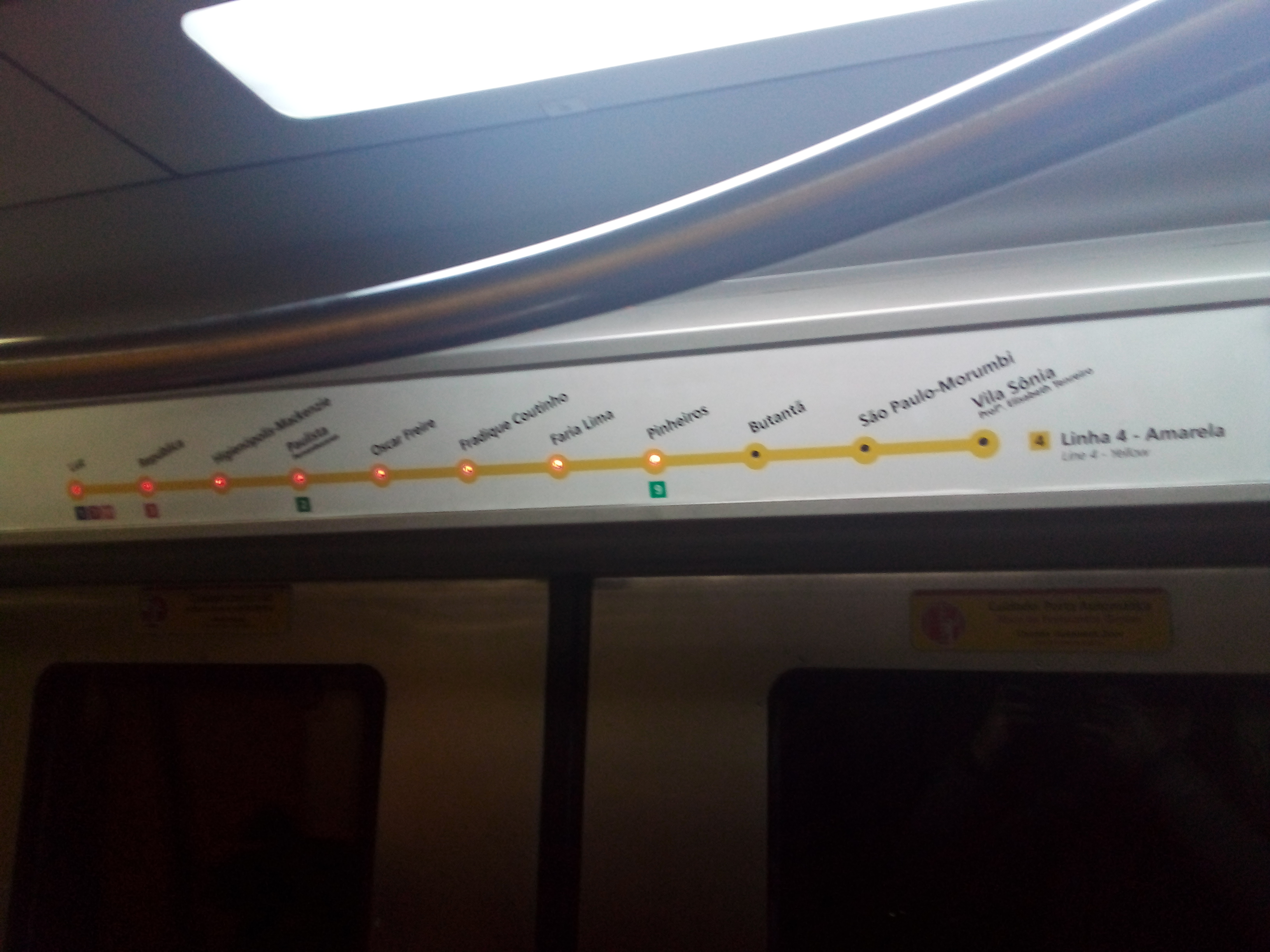
Mapa da linha visto dentro de um trem
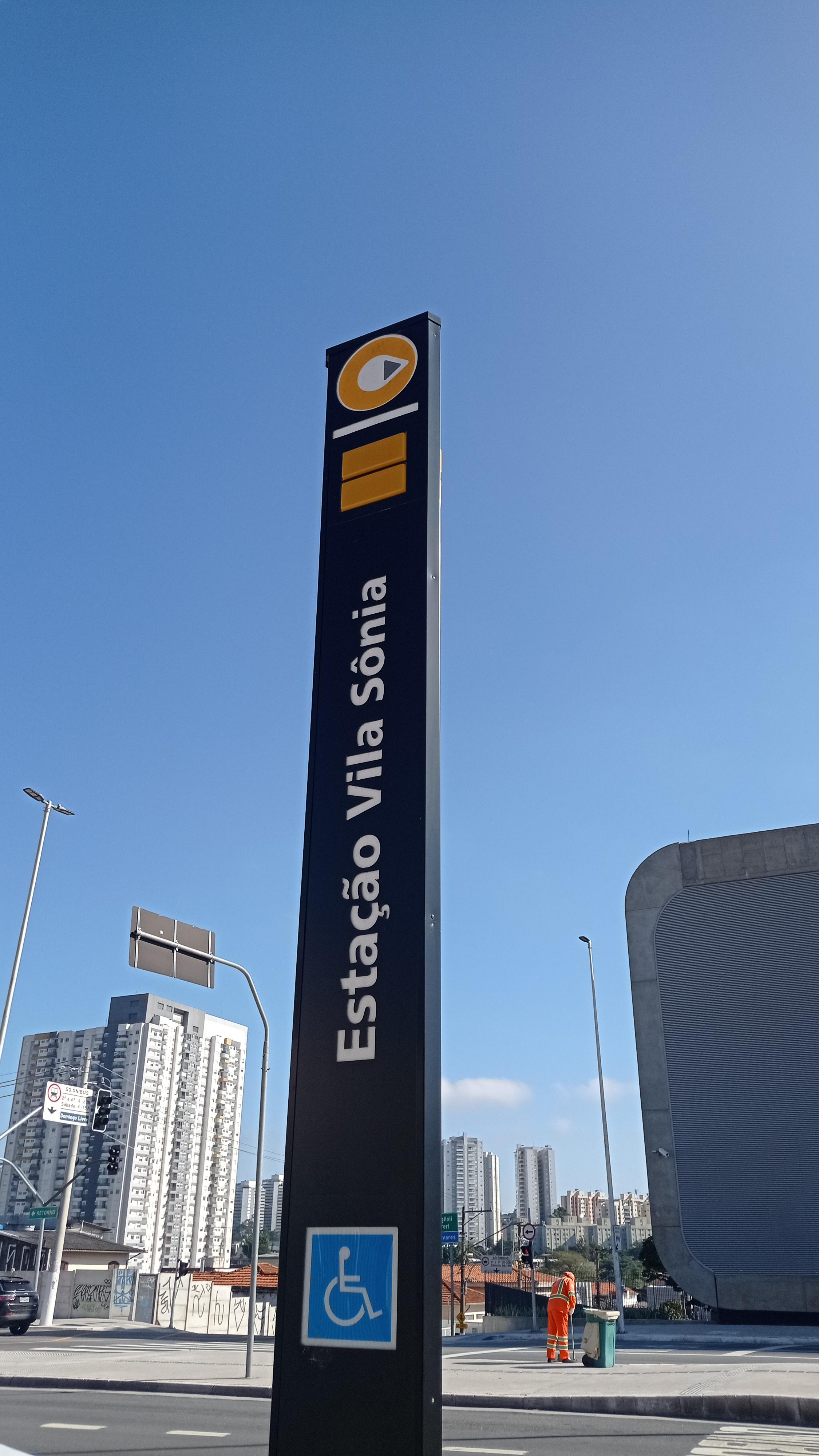
Estação Vila Sônia
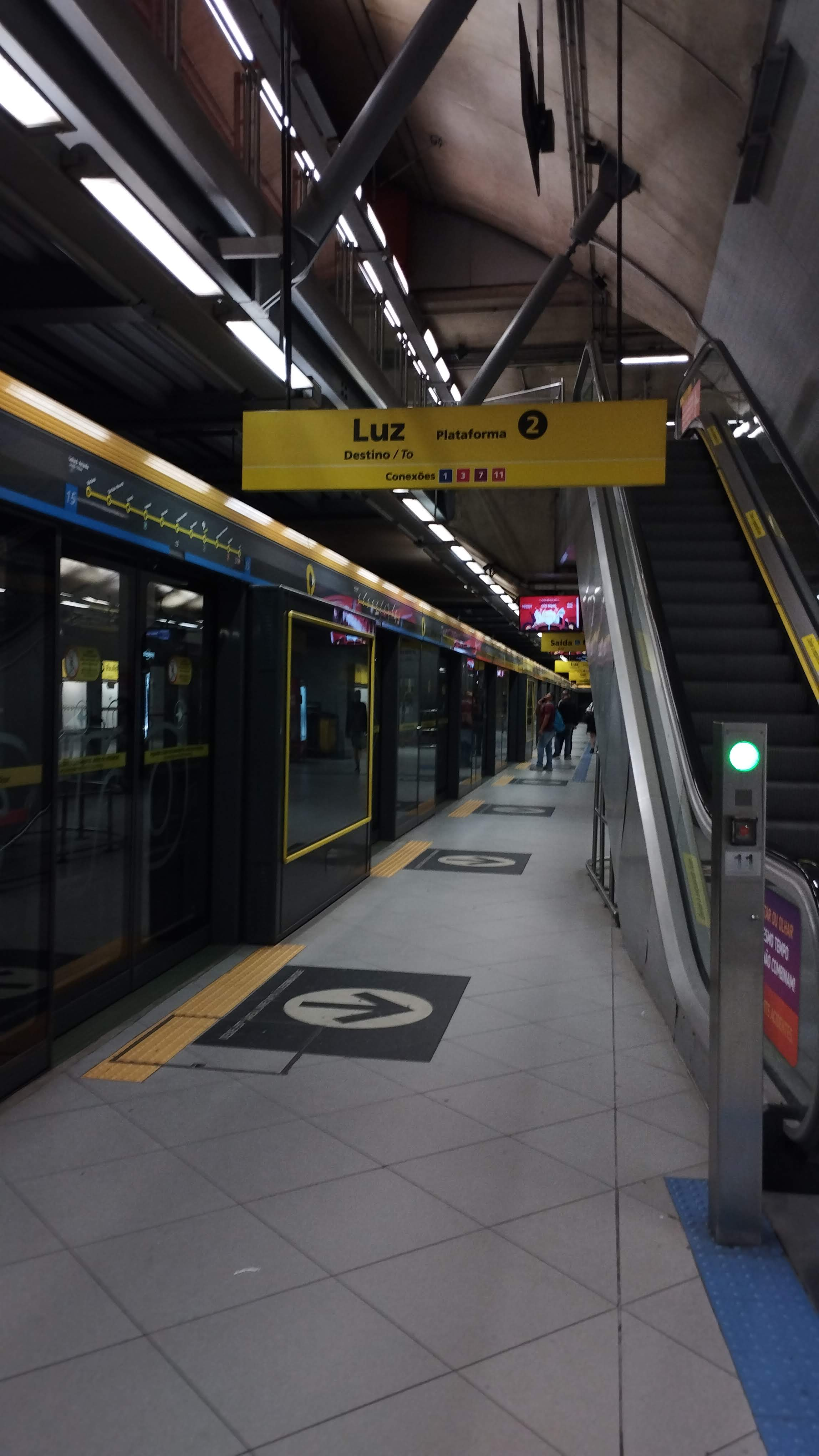
Estação Paulista - Plataforma sentido Luz